# Sport au Brésil
 (juillet 2023).
La mise en forme du texte ne suit pas les recommandations de Wikipédia : il faut le « wikifier ».
Les points d'amélioration suivants sont les cas les plus fréquents. Le détail des points à revoir est peut-être précisé sur la page de discussion.
- Les titres sont pré-formatés par le logiciel. Ils ne sont ni en capitales, ni en gras.
- Le texte ne doit pas être écrit en capitales (les noms de famille non plus), ni en gras, ni en italique, ni en « petit »…
- Le gras n'est utilisé que pour surligner le titre de l'article dans l'introduction, une seule fois.
- L'italique est rarement utilisé : mots en langue étrangère, titres d'œuvres, noms de bateaux, etc.
- Les citations ne sont pas en italique mais en corps de texte normal. Elles sont entourées par des guillemets français : « et ».
- Les listes à puces sont à éviter, des paragraphes rédigés étant largement préférés. Les tableaux sont à réserver à la présentation de données structurées (résultats, etc.).
- Les appels de note de bas de page (petits chiffres en exposant, introduits par l'outil «  Source ») sont à placer entre la fin de phrase et le point final[comme ça].
- Les liens internes (vers d'autres articles de Wikipédia) sont à choisir avec parcimonie. Créez des liens vers des articles approfondissant le sujet. Les termes génériques sans rapport avec le sujet sont à éviter, ainsi que les répétitions de liens vers un même terme.
- Les liens externes sont à placer uniquement dans une section « Liens externes », à la fin de l'article. Ces liens sont à choisir avec parcimonie suivant les règles définies. Si un lien sert de source à l'article, son insertion dans le texte est à faire par les notes de bas de page.
- La présentation des références doit suivre les conventions bibliographiques. Il est recommandé d'utiliser les modèles {{Ouvrage}}, {{Chapitre}}, {{Article}}, {{Lien web}} et/ou {{Bibliographie}}. Le mode d'édition visuel peut mettre en forme automatiquement les références.
- Insérer une infobox (cadre d'informations à droite) n'est pas obligatoire pour parachever la mise en page.

Pour une aide détaillée, merci de consulter Aide:Wikification.
Si vous pensez que ces points ont été résolus, vous pouvez retirer ce bandeau et améliorer la mise en forme d'un autre article.

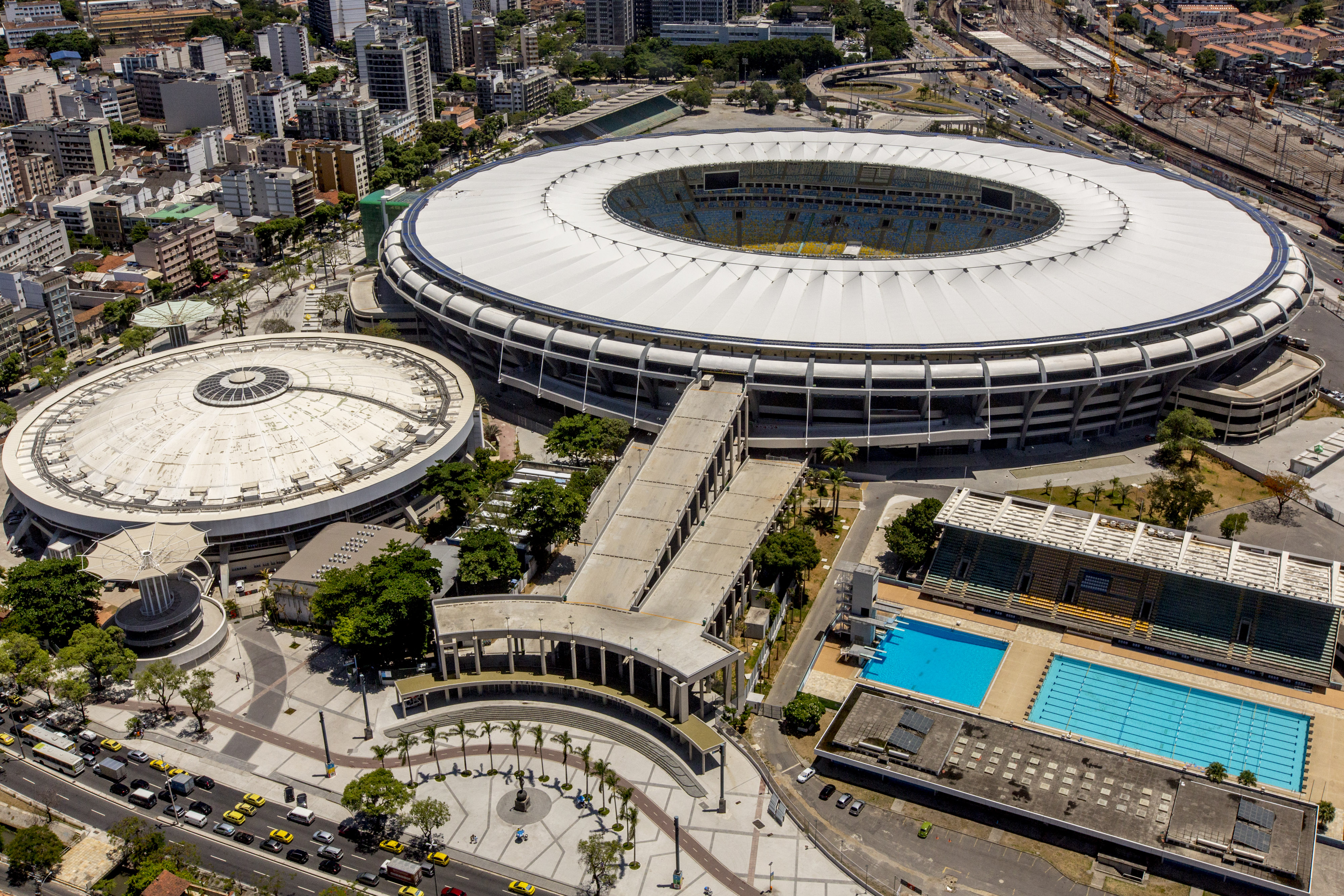
Stade Maracanã. Le football est le sport le plus populaire au Brésil

Le sport au Brésil est pratiqué de manière professionnelle et amateur dans plusieurs modalités. Les compétitions professionnelles sont organisées par des confédérations sportives nationales et régionales, avec le COB (Comité Olympique Brésilien) au sommet de la hiérarchie sportive. Le football est le sport le plus populaire dans le pays.
Plusieurs sports sont nés dans le pays comme la pétéca, le sandboard, le beach soccer et le footvolley. Dans les arts martiaux, les Brésiliens ont développé la capoeira, le vale-tudo et le jiu-jitsu brésilien.
D'autres sports populaires sont le basket-ball, le volley-ball, le handball, la course automobile, le judo, la natation et le tennis. La pratique du sport amateur est très populaires dans les clubs et lycées brésiliens. Le futsal, le handball, le basket-ball, le volley-ball, le tennis de table et le dodgeball sont les sports les plus pratiquée dans les établissements scolaires brésiliens.
En plus des organisations privées, les gouvernements des États e villes entretiennent des structures sportives tant pour la pratique amateur que pour l'organisation professionnelle dans les stades et autres structures.
Les principales ligues de sports collectifs sont le Campeonato Brasileiro Série A (football), la Liga Futsal (futsal), la Superliga Masculina de Vôlei, la Superliga Feminina de Vôlei (volley-ball), la NBB (basket-ball) et la Liga de Basquete Feminino.

## Participation aux Jeux olympiques d'été

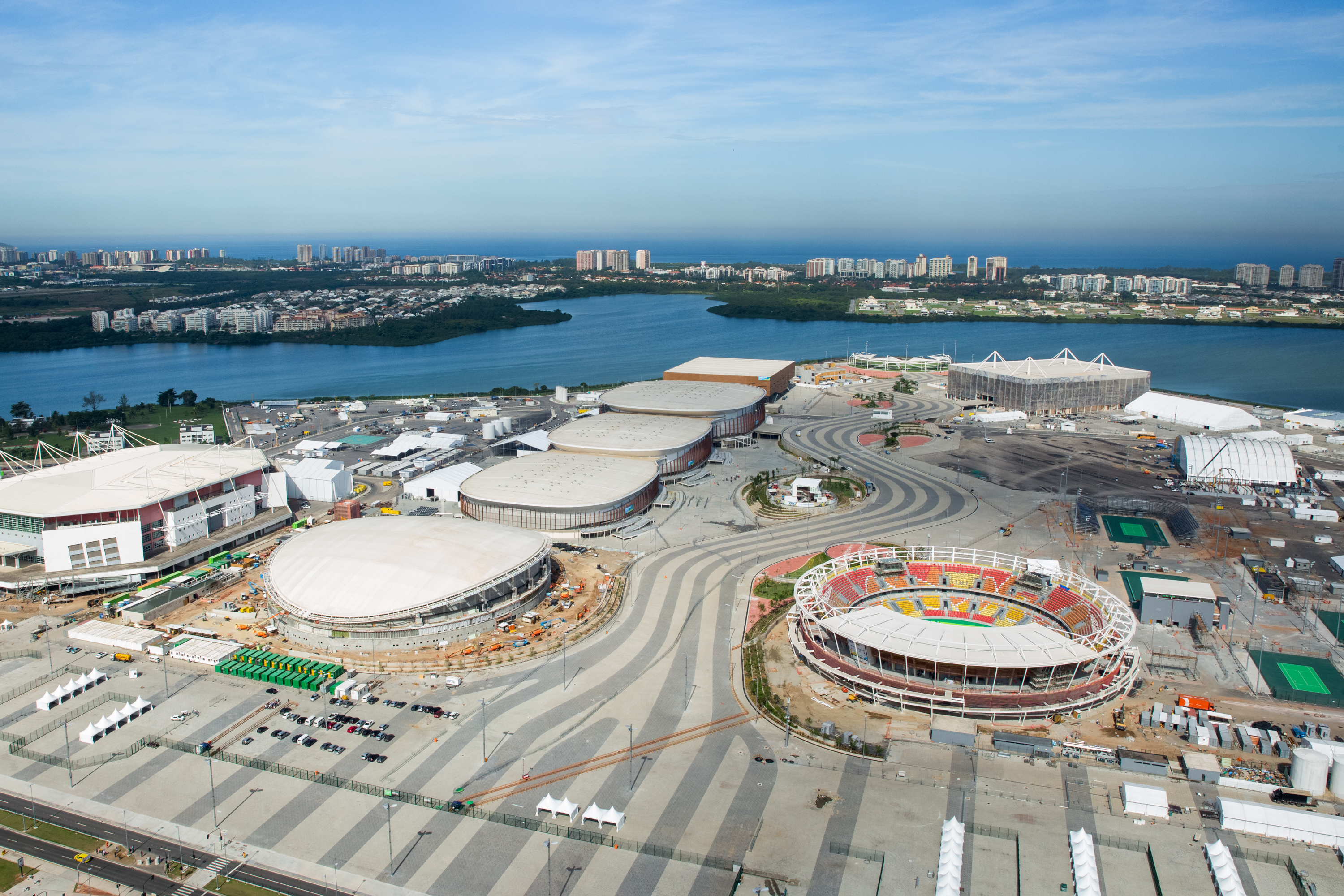
Parc olympique de Rio de Janeiro, construit pour les Jeux olympiques d'été de 2016.

La meilleure participation aux Jeux olympiques du Brésil a été en 2020, à Tokyo quand il a remporté sept médailles d'or, sur un total de vingt et une. La pire participation a été en 2000, à Sydney où le Brésil a gagné douzee médailles au total, mais pas d'or. La première participation olympique du Brésil remonte à 1922.

## Participation aux Jeux olympiques d'hiver
Le Brésil n'a jamais remporté de médaille au Jeux Olympiques d'hiver. Après les jeux de Vancouver de 2010, les Confédérations brésiliennes des sports de neige (CBDN) et de glace (CBDG) ont présenté des projets au Comité Olympique Brésilien visant le développement des sports d'hiver dans le pays et la construction d'un complexe de formation à l'interieur de São Paulo.
L'athlète Isabel Clark, de snowboard cross, a conquis, aux Jeux olympiques d'hiver de 2006, la meilleure performance d'un Brésilien dans l'histoire des Jeux, étant à la neuvième place de la compétition de boardercroos.

## Par sport

### Football

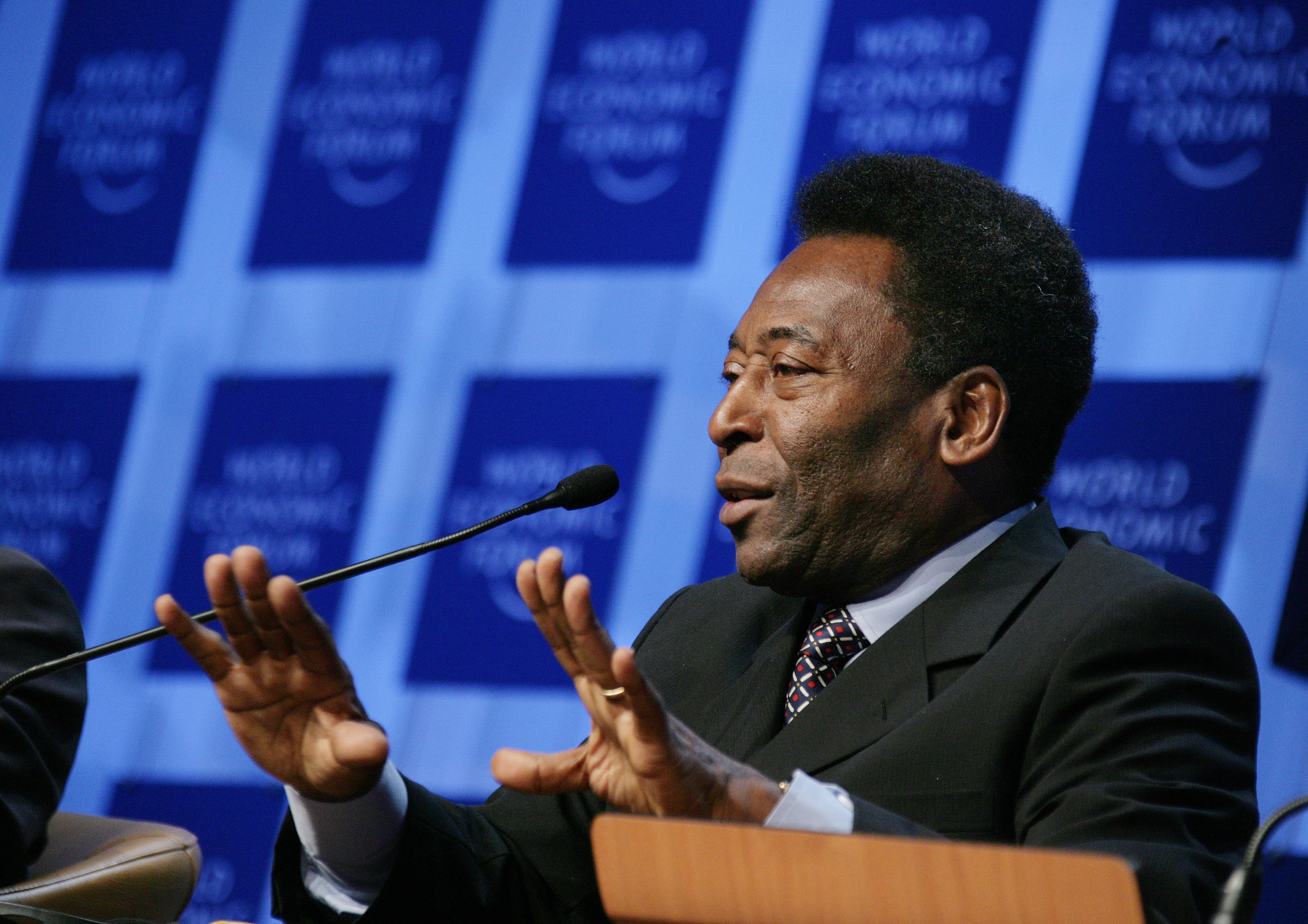
Edson Arantes, ou Pelé, considéré comme le plus grand footballeur de l'histoire du Brésil

Le Brésil est un des plus grandes puissance du football mondial ayant remporté la Coupe du Monde FIFA masculine cinq fois, en plus d'autres titres importants comme la Coupe des Confédérations de la FIFA (4 fois), la Copa América (9 fois), les jeux olympiques (2 fois), Les jeux panaméricains (4 fois), La Coupe du Monde U-20 (5 fois) et la Coupe du Monde U-17 (4 fois). En plus, le football féminin a été vice-champion du monde en 2007 et vice-champion olympique en 2004 et 2008.
Le Brésil est aussi la patrie de plusieurs grands jouers et joueuses qui ont marqué l'histoire du football, tels que Pelé (considéré comme le plus grand footballeur de tous les temps), Garrincha, Zico, Ronaldo, Ronaldinho Gaúcho, Roberto Carlos, Cafu, Romário, Rivaldo, Falcão, Taffarel, Nílton Santos, Djalma Santos, Kaká, Neymar et Marta.
Le football est sans aucun doute le sport le plus populaire au Brésil, le Campeonato Brasileiro de Futebol (également connu sous le surnom de Brasileirão) et la Copa do Brasil étant les principales compétitions du sport dans le pays, en plus des championnats d'État, qui sont également très populaires, en particulier dans les États à forte tradition sportive, tels que São Paulo, Rio de Janeiro, Minas Gerais, Rio Grande do Sul, Paraná, Pernambuco, Bahia, entre autres. Le sport est devenu un élément marquant de la culture nationale. Des expressions comme "coup de pied", "marcher sur le ballon" et autres sont utilisées à des occasions qui n'ont rien à voir avec le football, et par des personnes qui ne suivent ou ne pratiquent même pas la modalité.
La Coupe du monde de football est l'événement sportif qui attire le plus le public brésilien, à l'époque de la coupe du monde les jours où il y a des matchs de la "Seleção" sont consideré comme jours fériés et les entreprises permettent à leurs employés de partir plus tôt ou paralysent la journée de travaille pour que tout le monde regarde le match ensemble.
Le championnat brésilien de football est l'un des plus importants au monde et ses clubs sont champions des titres  continentaux comme la Copa Libertadores et la Copa Sudamericana et des titres mondiaux comme la Coupe du monde de clubs de la FIFA. Il existe de grands stades pour la pratique du football dans la plupart des grandes villes brésiliennes et la modalité compte au moins un club dans chaque municipalité du pays fondé pour sa pratique.

### Variantes de football: futsal, beach soccer, foot volley

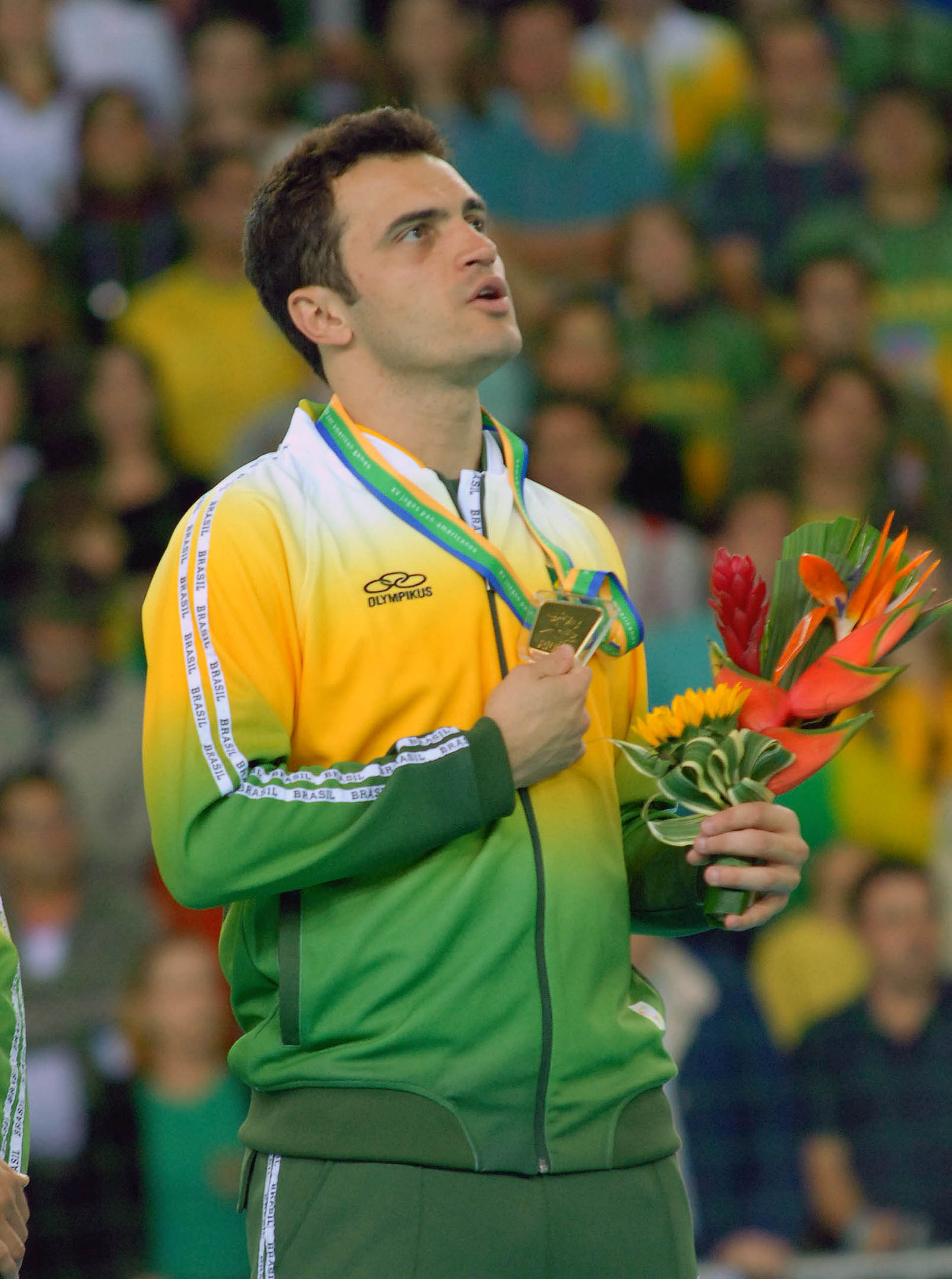
Falcão.

Le futsal est l'un des sports les plus pratiqués dans le pays, notamment au lycée. Actuellement, en termes de pratiquants, il est aussi populaire dans le pays que le football, malgré le manque de popularisation de sa ligue professionnelle masculine, la Liga Nacional de futsal. Avant l'ère FIFA, il y a eu trois Coupes du monde de futsal masculin organisées par l'ancienne Fédération internationale de futsal (FIFUSA), où le Brésil a été deux fois champion du monde (1982 et 1985). De plus, le Brésil compte 5 titres en Coupe du monde de futsal de la FIFA. Falcão est le joueur brésilien le plus reconnu. L'équipe brésilienne féminine de futsal a remporté six fois le Tournoi mondial féminin de futsal.
Au début, le beach soccer masculin a été promu avec la performance de joueurs de football en jouant pour l'équipe masculine brésilienne de beach soccer. Alors, le pays est quintuple champion du monde par la FIFA. En outre, il compte neuf titres mondiaux de l'ancienne compétition organisée par Beach Soccer Worldwide (BSWW), le Championnat du monde de beach soccer (BSWW), et a remporté le Praia Soccer Mundialito 14 fois. Le sport est organisé dans le pays par la Confédération de Beach Soccer du Brésil (CBSB).
Le footvolley est un sport de loisir largement pratiqué sur les plages brésiliennes, principalement à Rio de Janeiro, où il a été inventé.

### Volley-ball

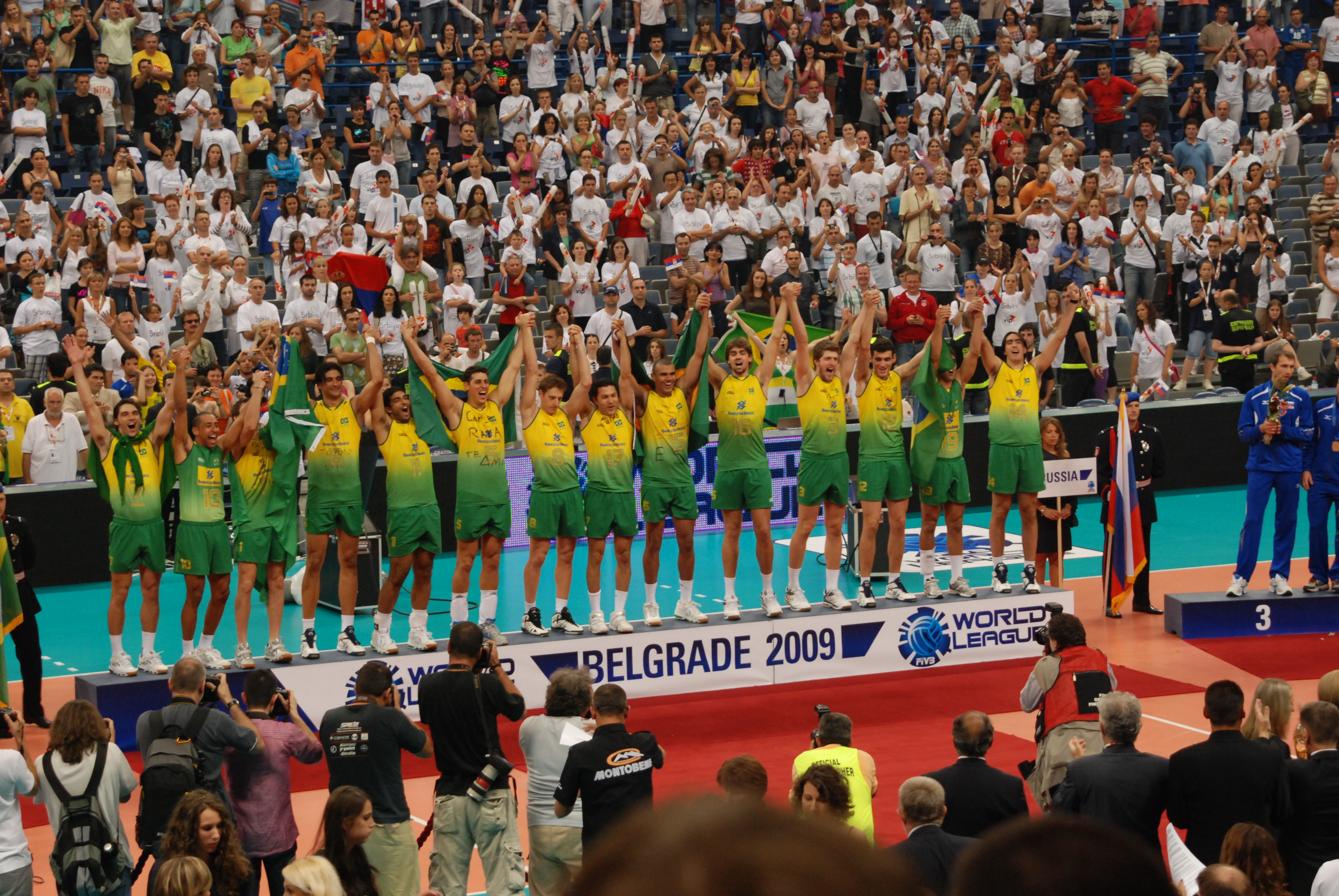
Équipe brésilienne masculine de volley-ball

Le volley-ball est actuellement le deuxième sport le plus populaire au pays. Le volleyball compte actuellement environ 15 millions de pratiquants,. Les principaux compétitions sportives du pays sont la Superliga Brasileira de Voleibol Feminino e la Superliga Brasileira de Voleibol Masculino, respectivément le championnat féminin et masculin du sport.
Le sport est l'un des plus réussis au Brésil, en particulier avec les performances explosives des équipes nationales dans les années 1990 et 2000. Le Brésil se classe premier au classement FIVB dans les deux sports, En 2023, l'équipe nationale masculine de volley-ball du Brésil avait 6 médailles olympiques (3 d'or, 3 d'argent), 7 médailles aux Championnats du monde (3 d'or, 3 d'argent, 1 de bronze ), en plus de 9 titres de Ligue mondiale. L'équipe féminine de volley-ball a remporté 5 médailles olympiques (2 d'or, 1 d'argent, 2 de bronze), 4 vice-champions du monde, en plus de 12 titres de Grand Prix,,.

### Beach-volley
Le Brésil est l'un des pays les plus forts au monde en beach-volley, un sport largement pratiqué dans le pays en raison de son vaste littoral, principalement à Rio de Janeiro, Santa Catarina et à la région nord-est du pays. Jusqu'aux Jeux olympiques de 2020, le pays avait 2 médailles d'or, 3 d'argent et 1 de bronze dans la modalité masculine, et 1 or, 4 d'argent et 2 bronzes dans la modalité féminine. Dans les championnats du monde, plusieurs titres mondiaux ont été remportés par des Brésiliens.

### Basket-ball

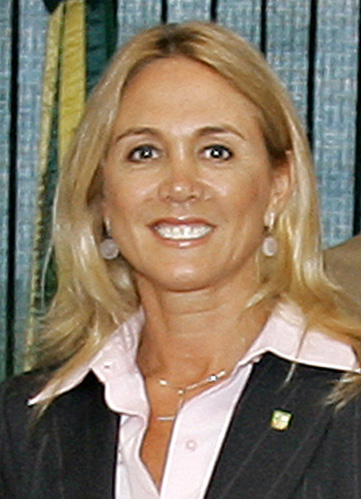
Hortência Marcari est considérée comme la plus grande joueuse de l'histoire du pays.

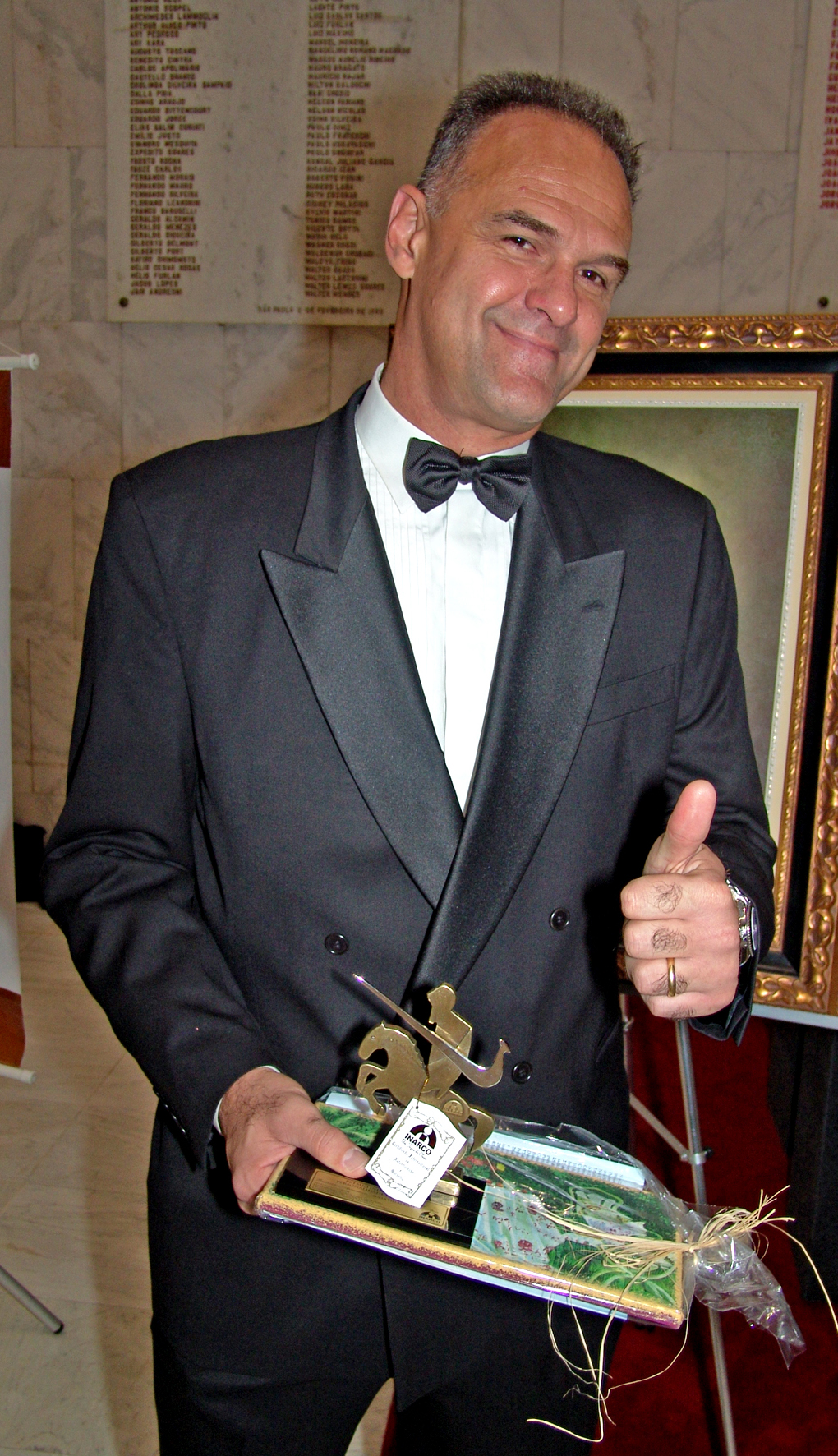
Oscar Schmidt, ancien basketteur de l'équipe nationale brésilienne

Le Brésil est l'un des pays les plus traditionnels du basket mondial. Dans le passé, il est devenu l'un des meilleurs pays au monde dans le sport et a déjà eu plusieurs grands joueurs hommes et femmes, en plus d'avoir plusieurs praticiens du sport répartis dans différents coins du pays.
Au total, si l'on additionne les titres masculins et féminins, le basket brésilien compte trois championnats du monde (deux masculins et un féminin), en plus de cinq médailles olympiques : une d'argent et quatre de bronze. Le basket, qui compte environ trois millions de joueurs, 100 équipes professionnelles et 35 millions de fans, selon la CBB (Confédération Brésilienne de Basket-ball).
Récemment, le sport a traversé une longue période d'une grave crise, ce qui a fait que l'équipe masculine a été absente de trois éditions consécutives des Jeux Olympiques. Cependant, le basket brésilien a connu une restructuration majeure, principalement avec la création de la NBB ( Novo Basquete Brasil ), qui est dévenu le principal championnat masculin de clubs du pays, et avec l'embauche de l'entraîneur argentin Rubén Magnano, qui a fait un excellent travail avec l'équipe nationale brésilienne. Un tel travail qui a fait revenir la sélection aux JO après 16 ans d'absence. Aux Jeux olympiques de Londres en 2012, l'équipe a bien performé, terminant cinquième, étant considérée par beaucoup comme candidate à une médaille.
Certains des meilleurs joueurs historiques du Brésil sont Oscar et Hortência. Au plus fort de leur carrière, le basket-ball était considéré comme le deuxième sport le plus populaire au Brésil. Les deux ont réussi à vaincre l'équipe américaine de basket-ball, ce qui est considéré comme l'un des exploits les plus difficiles à réaliser dans le sport. Oscar (avec des joueurs comme Pipoka et Marcel ) a remporté les États-Unis lors de la finale du Panamérican d'Indianapolis en 1987, en plus d'être médaillé de bronze à la Coupe du monde de 1978 et 5e aux Jeux olympiques de 1988. Hortência a été la plus victorieuse en termes de résultats : elle a battu les États-Unis en demi-finale de la Coupe du monde de 1994 (devenant plus tard championne du monde), aux côtés de joueurs comme Magic Paula et Janeth, considérés comme deux des plus grands joueurs de l'histoire du pays, en plus d'être vice-champion olympique en 1996 (où les États-Unis ont eu leur revanche en battant le Brésil),.
Actuellement, le Brésil compte également des joueurs qui travaillent dans la NBA, considérée comme la plus grande ligue sportive du monde, comme Nenê, Leandro Barbosa, Anderson Varejão et Tiago Splitter, ainsi que des joueurs qui travaillent en Europe, comme Marcelinho Huertas.

### Natation

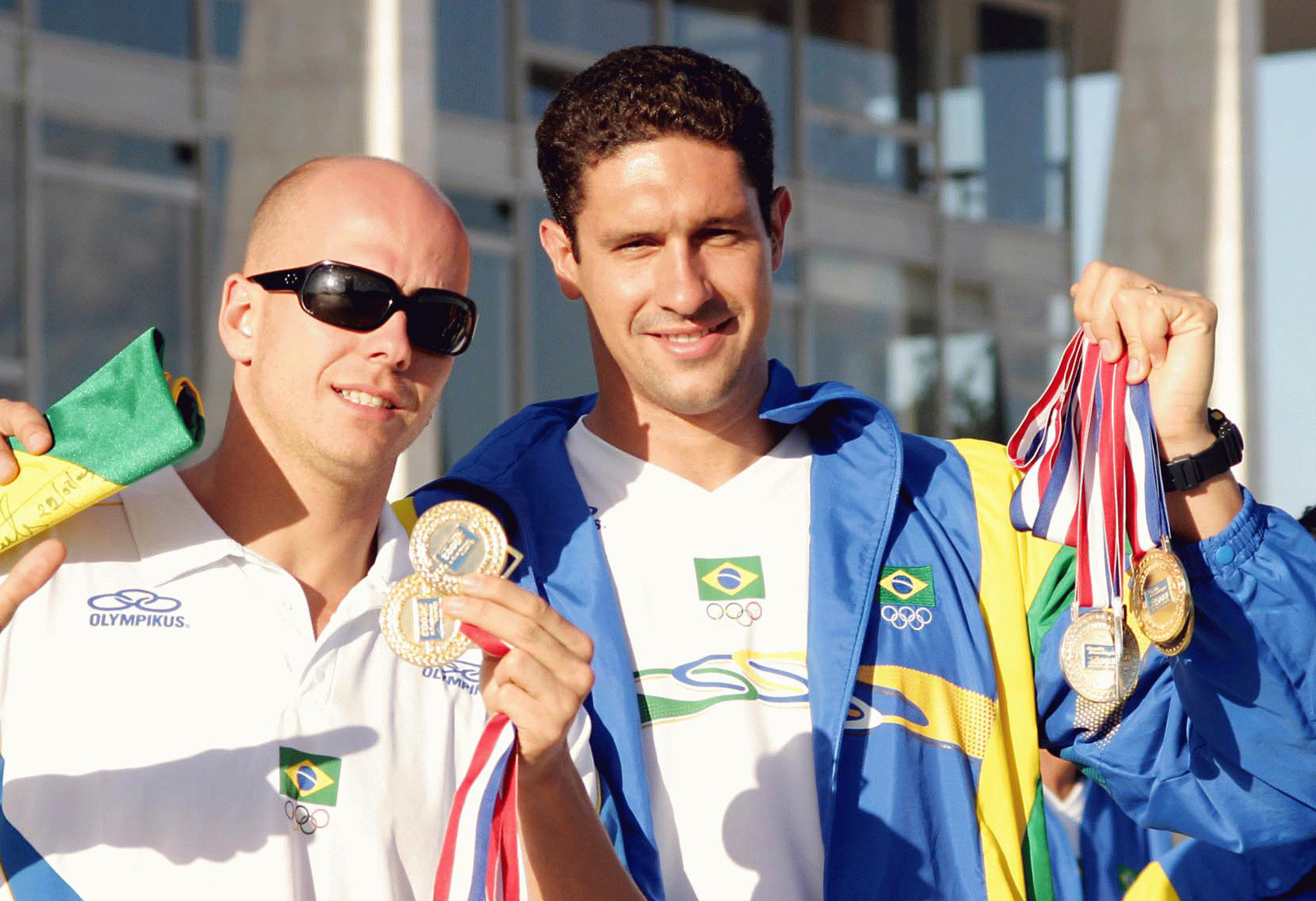
Fernando Scherer (à gauche) et Gustavo Borges, deux des plus grands nageurs brésiliens.

La natation est un des sports individuelles plus populaires au Brésil. Étant un sport généralement recommandé aux enfants et adapté à un pays au climat tropical comme le Brésil, la natation s'est développée et a commencé à produire d'importantes icônes sportives. Bien que le pays ait connu un certain succès auprès de nageurs tels que Piedade Coutinho, Tetsuo Okamoto, Manoel dos Santos et José Fiolo, le sport a commencé à devenir plus populaire avec Djan Madruga, Rômulo Arantes et Ricardo Prado dans les années 1970 et 80; en passant par Gustavo Borges et Fernando Scherer dans les années 1990, la natation brésilienne d'aujourd'hui produit successivement de grands talents,.
Aujourd'hui, le Brésil compte l'un des meilleurs nageurs du monde, César Cielo, qui est champion olympique et mondial et détenteur du record du monde; Des médaillés olympiques tels que Thiago Pereira, Bruno Fratus et Fernando Scheffer, et des nageurs tels que Felipe França et Kaio Márcio de Almeida qui ont réussi à battre des records du monde dans leurs épreuves, en plus de médaillés mondiaux tels que Nicholas Santos, João Gomes Júnior, Felipe Lima et Guilherme Costa. Même la natation féminine a développé et créé des athlètes comme Etiene Medeiros, Ana Marcela Cunha et Poliana Okimoto. Avec la multiplication des émergences de talents, la natation se démarque et conquiert son espace,.
Le Brésil a remporté les Championnats du monde de natation en petit bassin 2014.

### Athlétisme

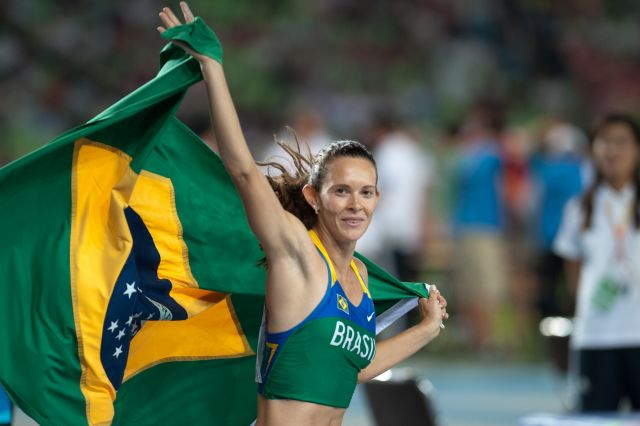
Fabiana Murer, championne du monde en 2011

L'athlétisme est un sport traditionnel au Brésil, remportant des médailles olympiques pour le pays. En athlétisme, les athlètes les plus connus sont Adhemar Ferreira da Silva, João do Pulo, Joaquim Cruz, Robson Caetano, Maurren Maggi et Fabiana Murer. Les autres athlètes importants de l'histoire du Brésil sont: Thiago Braz, Alison dos Santos, Nélson Prudêncio, Jadel Gregório, Zequinha Barbosa, Sanderlei Parrela, Claudinei Quirino, Vicente Lenílson, André Domingos, Édson Luciano, Vanderlei Cordeiro de Lima, Caio Bonfim, Rosângela Santos, Mauro Vinícius da Silva, Leticia Oro Melo et Darlan Romani,,.
Au Brésil, l'athlétisme tend à perdre de nombreux pratiquants au profit du football, qui garantit de meilleurs salaires aux sportifs. C'est l'une des raisons pour lesquelles le pays a moins d'importance mondiale dans des événements tels que le 100 mètres. Le sport est généralement concentré dans quelques clubs spécialisés en athlétisme et reçoit également l'attention et le soutien des forces armées du pays. Le Brésil a une tradition d'épreuves telles que le triple saut, le relais 4x100 m et plus récemment le saut à la perche, et accueille d'importants événements de course longue distance, comme la course de São Silvestre.

### Tennis

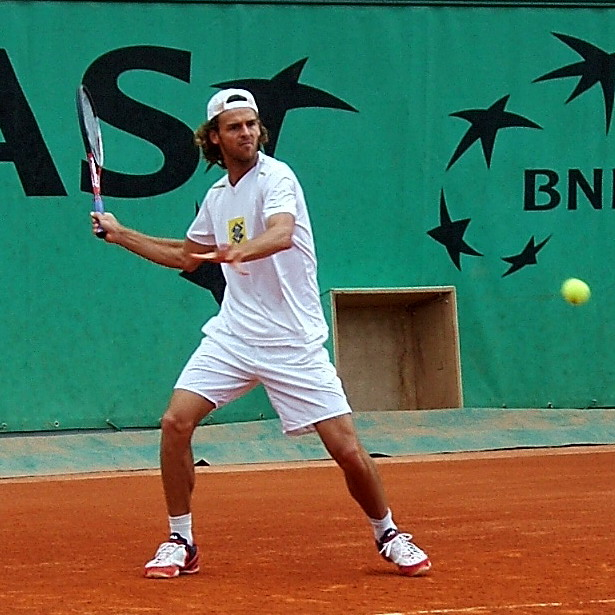
Gustavo Kuerten à Roland Garros 2005.

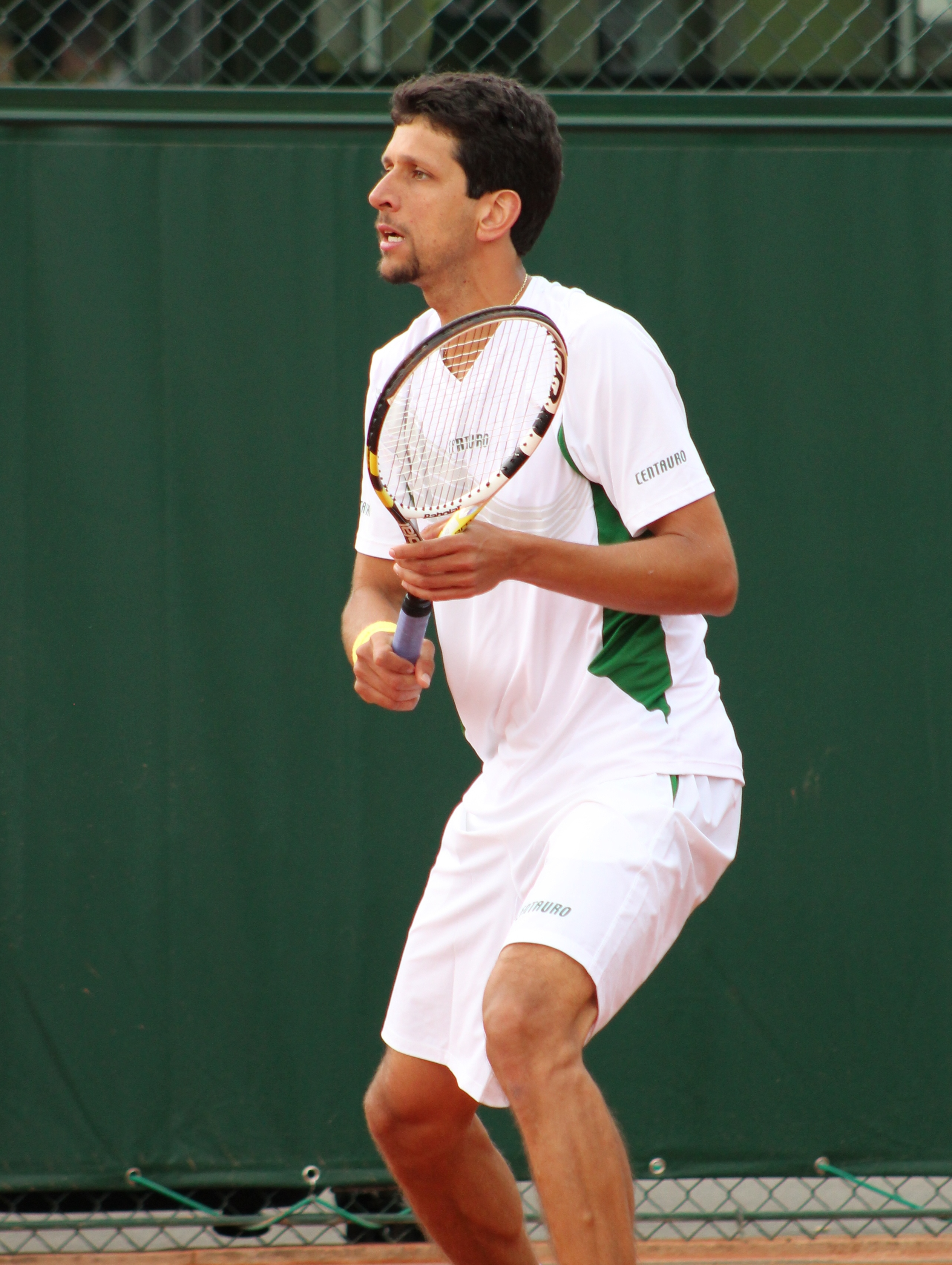
Marcelo Melo à Roland Garros 2013.

Le tennis au Brésil peut être considéré comme un sport populaire. Bien qu'il soit très éloigné du Tennis de Table en termes de nombre de pratiquants. Même ainsi, le Brésil compte aujourd'hui environ 700 000 joueurs de tennis dans le pays. Aujourd'hui, il existe de nombreux courts dans des clubs, sur des propriétés privées et à louer, en particulier dans les villes les plus peuplées. Il est aussi vu par certains comme un loisir, ou un sport à pratiquer après une journée de travail ou même avant celle-ci.
Le Brésil a et a eu de grands noms du sport dans le passé, comme Maria Esther Bueno, vainqueur de 19 Grands Chelems (7 en simple, 11 en double et 1 en double mixte); Gustavo Kuerten, Guga, qui a remporté le tournoi de Roland Garros à 3 reprises; Beatriz Haddad Maia, la première femme à entrer dans le top20 de l'Open Era; en plus de plusieurs autres joueurs historiquement importants tels que Luiz Mattar, Fernando Meligeni et Thomaz Bellucci, qui étaient déjà dans le top 30 du classement ATP . Le Brésil a été très fort en double, notamment avec Marcelo Melo, Bruno Soares et Luisa Stefani. Melo a été numéro 1 mondial à trois reprises et Soares est un ancien numéro 2 mondial. Stefani a été le premier Brésilien à entrer dans le top 10 mondial de l'Open Era. Melo a remporté 2 tournois du Grand Chelem (Roland Garros et Wimbledon) ainsi que 9 Masters 1000. Soares a remporté 3 tournois du Grand Chelem (Open d'Australie et 2 US Open) et 4 Masters 1000, en plus d'avoir remporté 3 tournois du Grand Chelem en double mixte,,.
Le Brésil accueille actuellement deux tournois de niveau ATP, l'Open du Brésil, un tournoi ATP 250 organisé à São Paulo, et le plus grand tournoi d'Amérique du Sud: l'Open de Rio, un tournoi de niveau ATP-500 basé à Rio de Janeiro. Le Brésil organise également deux tournois WTA, dont l'un est l'Open de Rio qui se déroule simultanément avec l'événement ATP, et l'autre est la Brasil Tennis Cup, qui se tient à Florianópolis.

### Tennis de table

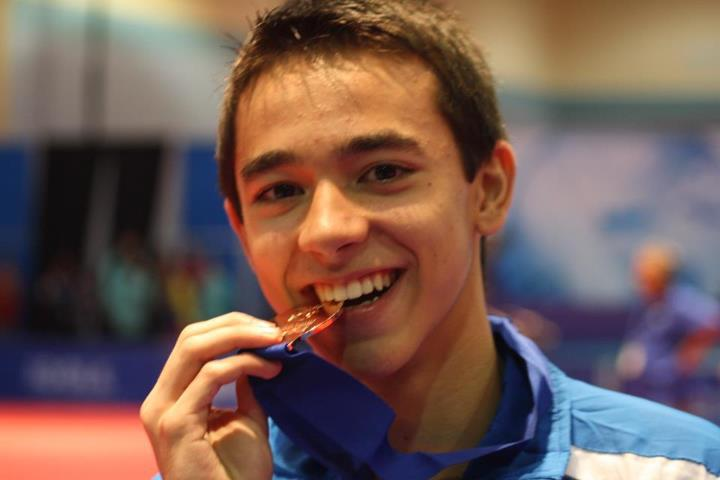
Hugo Calderano

Tennis de table au Brésil, également connu sous le nom de ping-pong, Il est plus populaire que le tennis au Brésil. En effet, beaucoup le pratiquent comme loisir, pas nécessairement comme activité physique. Les écoles, les clubs et bien d'autres lieux disposent de tables pour pratiquer le sport. Le pays a une tradition considérable dans ce sport. Le plus grand joueur de l'histoire du pays est Hugo Calderano, qui a atteint le numéro 3 mondial en 2022 (devenant le meilleur joueur d'Amérique de tous les temps), et fut le premier joueur de tennis de table masculin des Amériques à remporter la Coupe du monde de tennis de table, à atteindre la finale du Championnat du monde de tennis de table et à atteindre les demi-finales des Jeux olympiques. D' autres joueurs historiquement importants dans le pays sont Gustavo Tsuboi, Cláudio Kano, Hugo Hoyama, Biriba, Cazuo Matsumoto et Bruna Takahashi,.
Le Brésil est considéré comme le pays le plus fort du tennis de table en Amérique latine, en plus il compte environ 12 millions de joueurs selon le livre Atlas dos Esportes no Brasil. Nombre jugé assez élevé, bien supérieur au nombre de pratiquants de tennis sur court traditionnel. Cependant, bien qu'il soit très populaire, sa popularité ne se reflète pas dans le nombre de diffusions d'événements à la télévision, qui est bien inférieur au nombre de diffusions de matchs de tennis sur court.

### Arts martiaux

#### Arts martiaux mixtes

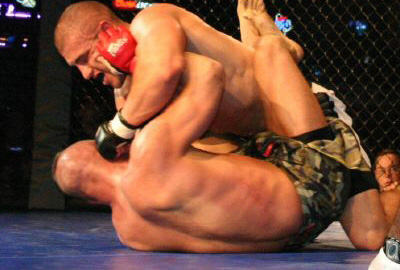
Un combat de MMA.

Les arts martiaux mixtes modernes (MMA) ont leurs racines dans deux événements : les événements MMA au Brésil et le shootwrestling japonais. À cette époque, ils étaient mutuellement liés, mais ils étaient séparés.
Vale-tudo a commencé dans la troisième décennie du XXe siècle, lorsque Carlos Gracie, l'un des fondateurs des arts martiaux brésiliens, Gracie Jiu-Jitsu, a invité chaque concurrent de différentes disciplines de combat à une compétition organisée par lui-même. Cela s'appelait le "Défi Gracie". Plus tard, Hélio Gracie et la famille Gracie, et principalement, Rickson Gracie, ont maintenu ce défi qui a commencé à être donné sous forme de duels MMA sans la présence des médias.
Au Japon, dans les années 1980, Antonio Inoki organise une série de matchs d'arts martiaux mixtes. Ils étaient les forces qui ont produit le shootwrestling et ils ont plus tard causé la formation de l'une des premières organisations japonaises d'arts martiaux mixtes connues sous le nom de shooto. Les arts martiaux mixtes ont acquis une grande popularité aux États-Unis en 1993, lorsque Rorion Gracie et d'autres partenaires ont créé le premier tournoi UFC. Le Brésil a déjà eu plusieurs champions du monde en PRIDE et dans le principal événement de combat au monde, l'UFC, tels que : Anderson Silva, José Aldo, Lyoto Machida, Vitor Belfort, Royce Gracie, Wanderlei Silva, Minotauro, Mauricio Rua, Murilo Bustamante, Junior dos Santos, Rafael dos Anjos, Fabricio Werdum, Alex Pereira, Amanda Nunes, entre autres,.

#### Boxe

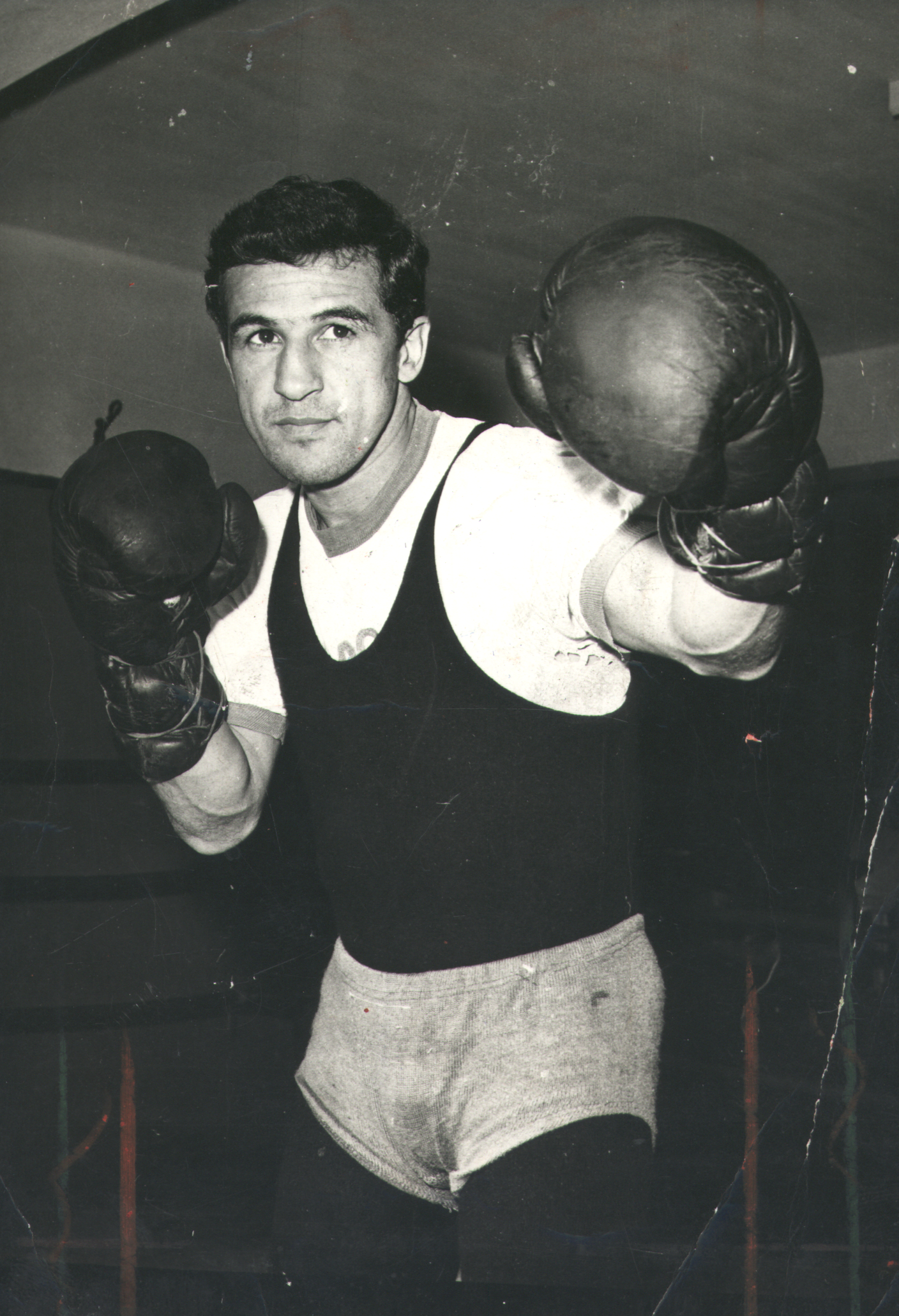
Éder Jofre, champion du monde

La boxe est un autre sport populaire, notamment dans le nord-est du Brésil ; Il est considéré comme un sport de la classe ouvrière. Eder Jofre, Acelino "Popó" Freitas, Maguila, Miguel de Oliveira, Valdemir Pereira, Rose Volantê et Patrick Teixeira sont d'anciens champions du monde. Aux Jeux olympiques, le Brésil a remporté la médaille d'or dans la catégorie jusqu'à 60 ans kg avec le combattant Robson Conceição, étant la première médaille d'or olympique en boxe brésilienne. Hebert Conceição était également champion olympique. Les autres médaillés olympiques du Brésil étaient Servílio de Oliveira, Yamaguchi Falcão, Esquiva Falcão, Abner Teixeira, Adriana Araújo et Beatriz Ferreira. Un autre combattant célèbre était Maguila, un poids lourd qui a affronté Evander Holyfield et George Foreman,.

#### Capoeira
Tout comme le jeu de chauve-souris et le futsal, c'était un sport créé exclusivement par des Brésiliens. La capoeira est apparue au XVIIe siècle parmi les esclaves comme un moyen de résister à la domination blanche. Cependant, ce qui différencie la capoeira des autres formes d'arts martiaux, c'est sa musicalité, car, pour que les propriétaires de moulins à sucre ne découvrent pas qu'il y avait des esclaves maîtrisant les arts martiaux, les esclaves chantaient et battaient des mains, tandis que les autres pratiquaient, ainsi, simulant une fausse danse. De nos jours, la capoeira est l'un des arts martiaux les plus pratiqués dans le pays, suivi du judo. On estime qu'au Brésil, il y a entre 4 et 6 millions de pratiquants de ce sport dans le pays.

#### Judo

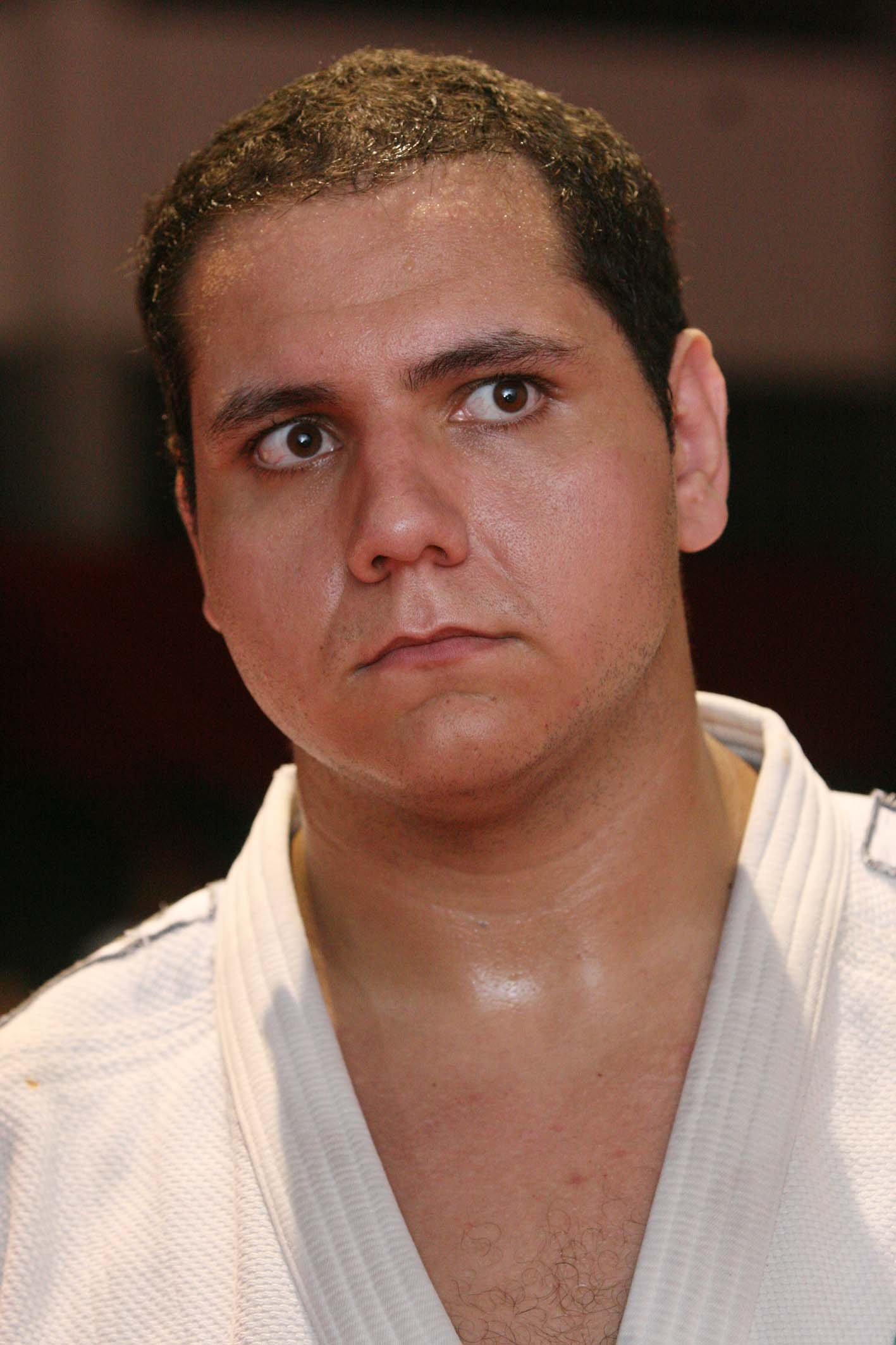
Rafael Silva, détenteur de 2 médailles de bronze olympiques

Le judo est un autre sport généralement recommandé aux enfants au Brésil, et donc largement pratiqué. Le pays a une tradition sportive internationale croissante, remportant constamment des médailles et des titres. Le sport a été introduit et développé par la grande communauté japonaise du pays. Les plus grands représentants du sport à ce jour ont été Aurélio Miguel, Sarah Menezes et Rogério Sampaio, champions olympiques. Le Brésil comptait également plusieurs autres judokas importants, tels que les finalistes olympiques Douglas Vieira, Tiago Camilo, Carlos Honorato, Willian Lima et les médaillés de bronze olympiques Chiaki Ishii, Luiz Onmura, Walter Carmona, Henrique Guimarães, Leandro Guilheiro, Flávio Canto, Ketlyn Quadros, Felipe Kitadai, Mayra Aguiar, Daniel Cargnin, Rafael Silva et Larissa Pimenta,,.

#### Jiu Jitsu brésilien
Mitsuyo Maeda a enseigné la technique du jiu-jitsu japonais traditionnel à Carlos Gracie et Luiz França qui ont lancé les deux principales lignées de cet art martial dans le pays. Hélio Gracie (qui avait appris de son frère Carlos) et Oswaldo Fadda, (un ancien élève de France, qui a effectué un travail indépendant) ont développé le jiu-jitsu brésilien, ou BJJ (de l'anglais brésilien jiu-jitsu ). C'est aujourd'hui la modalité de jiu-jitsu la plus pratiquée au monde. La famille Gracie a créé une tradition d'arts martiaux qui se poursuit aujourd'hui. Le style de combat de la famille est connu dans le monde entier sous le nom de Gracie jiu-jitsu.

#### Taekwondo

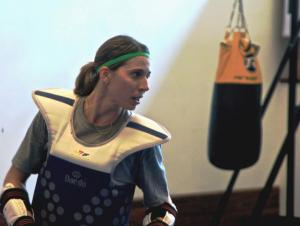
Natália Falavigna.

D'origine coréenne, le taekwondo signifie "l'art d'utiliser les pieds et les mains dans le combat". Il y a plus de deux mille ans, le roi Ching Heung de la 24e dynastie Silla a formé une troupe d'élite de guerriers spécialisés dans le combat au corps à corps. Nommé Hwa Rang Do, le groupe fonctionnait comme des samouraïs japonais. En plus d'être d'excellents combattants utilisant des armes telles que des lances, des arcs et des flèches et des épées, les membres de cette troupe se sont spécialisés dans les arts martiaux, en particulier le soo bak, qui utilisait largement les pieds et les mains. Dans la période de la dynastie Koryo (924-1392), les maîtres ont développé 25 postures de combat, dont les techniques ont servi de base à la naissance du taekwondo que l'on connaît aujourd'hui.
Après l'invasion japonaise de la Corée, qui a duré de 1909 à 1945, les arts martiaux pratiqués par les Coréens ont été interdits. Ils n'ont repris l'habitude de les former qu'après la fin de la Seconde Guerre mondiale, en 1945.
Le nom de taekwondo n'a commencé à être adopté qu'au milieu des années 1950, lorsque, toujours sous les effets de la guerre de Corée, combattue entre 1950 et 1953, le général Choi Hong-hi réussit la tâche d'unir plusieurs écoles de différents styles de taekwondo. art martial en un seul combat, appelé taekwondo. En 1964, les premiers championnats nationaux ont eu lieu en Corée et en 1965, la Fédération coréenne de taekwondo a été fondée.
Au Brésil, la modalité a été introduite en 1970, avec l'arrivée du maître Song Min Cho à São Paulo. Le premier championnat brésilien a eu lieu en 1973, l'année où la Fédération mondiale de taekwondo (WTF) a été fondée en Corée du Sud, une entité qui a organisé, en 1973, le premier championnat du monde.
Aux Jeux olympiques de Séoul en 1988 et de Barcelone en 1992, le taekwondo a participé en tant que sport d'exhibition. Il était absent des Jeux d'Atlanta-1996 et est revenu à Sydney-2000, lorsqu'il a été inclus dans le programme olympique et a commencé à gagner des médailles. Les plus grands combattants de l'histoire du Brésil ont été Natália Falavigna et Maicon de Andrade, qui ont remporté le bronze olympique ; Diogo Silva, qui a terminé deux fois 4e aux Jeux olympiques, en plus d'avoir remporté l'or aux Jeux panaméricains; et Milena Titoneli, qui a terminé 4e aux Jeux olympiques d'été de 2020.

### Course automobile

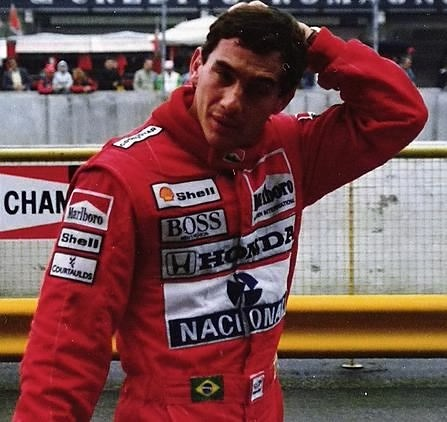
Ayrton Senna en 1989.

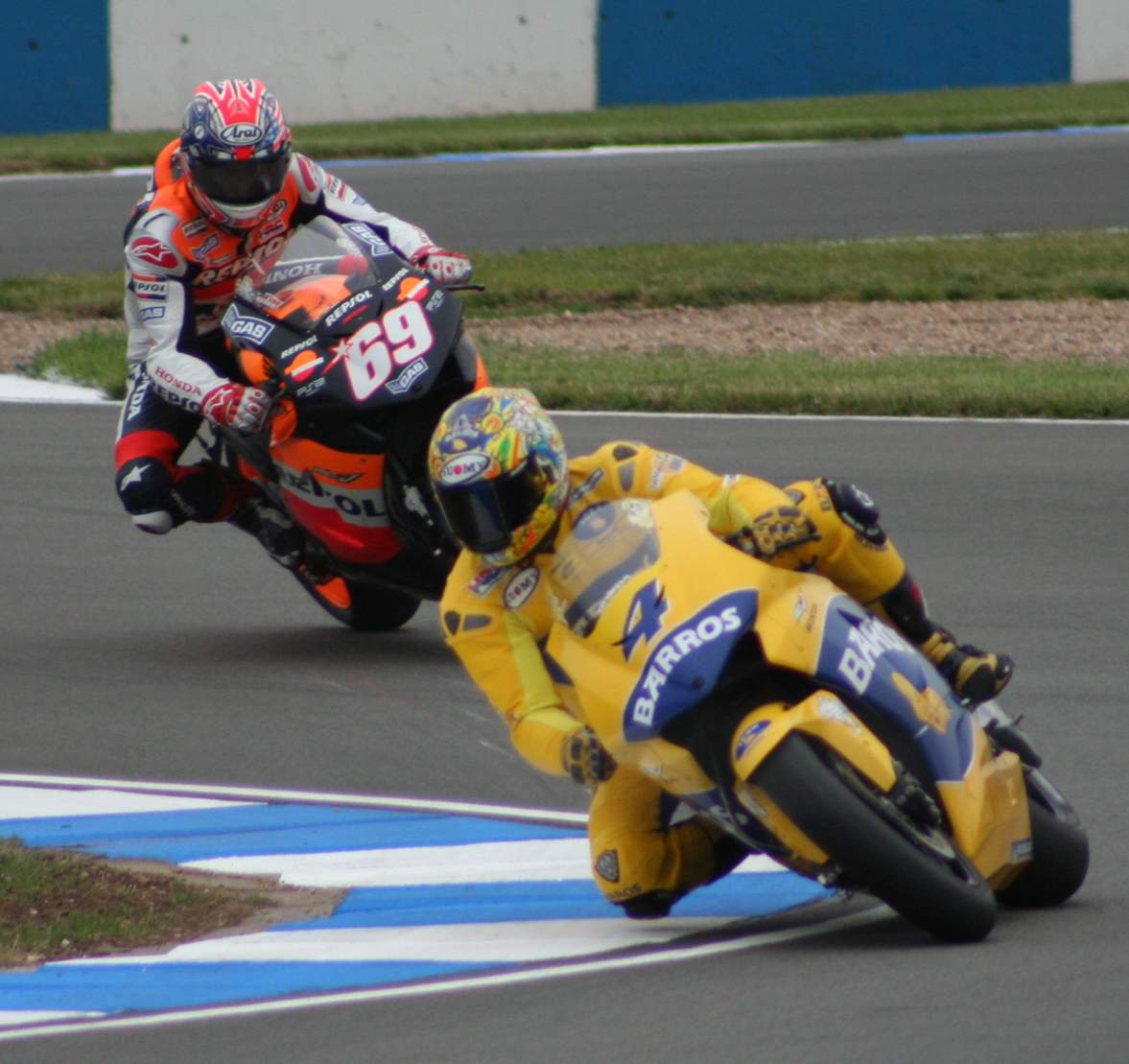
Alex Barros.

Le sport automobile est un sport populaire au Brésil. Il a commencé à prendre de l'ampleur dans le pays après les premiers titres de Formule 1 d'Emerson Fittipaldi (1972, 1974), plus tard de Nelson Piquet (1981, 1983, 1987), puis d'Ayrton Senna (1988, 1990, 1991), qui a aidé consolider davantage le sport automobile brésilien dans la catégorie. Des années plus tard, Rubens Barrichello et Felipe Massa étaient vice-champions en Formule 1. Depuis 1972, le Brésil fait partie du calendrier de la Formule 1 avec le Grand Prix du Brésil, qui se déroule actuellement sur le circuit d'Interlagos. Auparavant, le circuit de Jacarepaguá accueillait l'événement. Le Brésil avait une équipe de Formule 1 entre 1975 et 1982 : Escuderia Fittipaldi, fondée par les frères Emerson et Wilson Fittipaldi Jr..
Le pays a également de grandes réalisations en Formule Indy, avec Emerson Fittipaldi remportant le premier titre brésilien de la catégorie, également suivi par les pilotes Gil de Ferran, Cristiano da Matta et Tony Kanaan. Helio Castroneves, quatre fois deuxième en Formule Indy, a remporté trois fois les 500 miles d'Indianapolis, tandis qu'Emerson s'est imposé deux fois dans cette épreuve.
Dans le pays, les deux principales catégories sont Stock Car Brasil et Formula Truck . Certains anciens pilotes de catégories internationales courent actuellement dans les catégories. Des coureurs tels que Ingo Hoffmann, Paulo Gomes, Chico Serra et Cacá Bueno, entre autres, se distinguent.
Le pays compte environ 20 hippodromes, y compris des pistes en asphalte et en terre, mais n'a actuellement aucun circuit ovale. L'Autodromo de Interlagos, en plus de la Formule 1, a accueilli d'importants championnats tels que le Championnat du monde de motos, le Championnat FIA GT, le Championnat du monde d'endurance FIA et la Deutsche Tourenwagen Meisterschaft. Le Championnat du monde de tourisme de la FIA a également organisé des courses à l'Autódromo Internacional de Curitiba, le Championnat du monde de motos à l' Autódromo Internacional de Goiânia, le CART à l'Autódromo de Jacarepaguá et la série IndyCar sur le circuit urbain de São Paulo.

### Skateboard

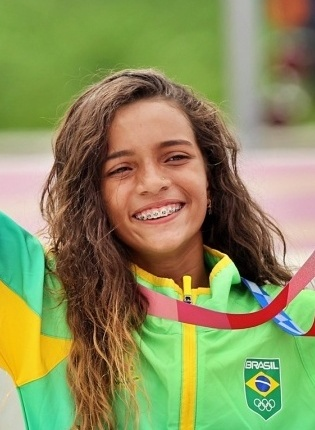
Rayssa Leal

C'est l'un des sports les plus pratiqués au Brésil, surtout dans les grandes villes ( métropoles ). Actuellement, le Brésil est l'un des pays avec le plus grand nombre de professionnels et d'amateurs dans le sport, ayant la deuxième plus grande industrie de pièces, d'équipements et de vêtements dans le sport. Bob Burnquist était autrefois considéré comme le plus grand skateur du monde, considéré comme le père de la "méga rampe". Un autre patineur brésilien célèbre était Sandro Dias, l'un des rares à réussir le mouvement "900",.
Avec l'ascension du skateboard dans la catégorie sport olympique en 2020, Rayssa Leal est devenue célèbre pour sa médaille d'argent obtenue à l'âge de 13 ans. Pedro Barros, Kelvin Hoefler et Augusto Akio ont également remporté des médailles olympiques. D'autres patineuses célèbres comme Pâmela Rosa et Letícia Bufoni se distinguent également,.

### Handball

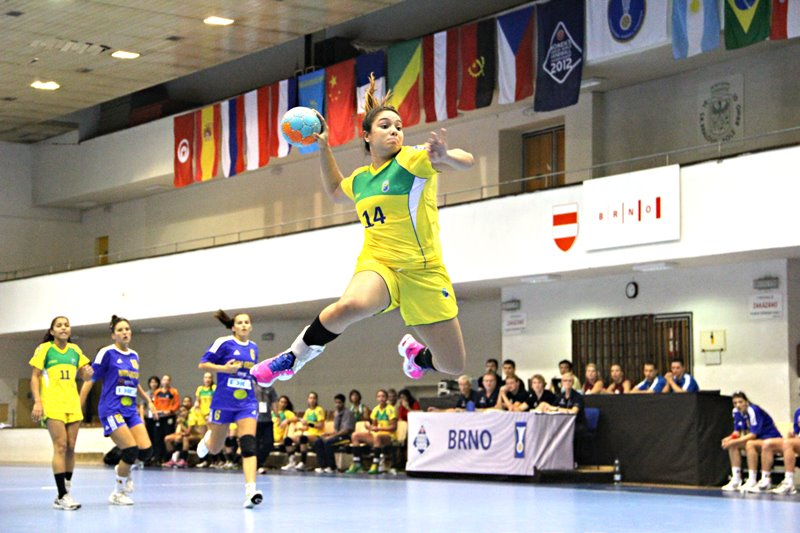
Deborah Nunes.

Le handball est un sport venu avec les immigrants allemands, très populaire dans les écoles du monde entier. C'est le troisième sport le plus pratiqué dans les écoles, juste derrière le football/futsal et le volley-ball. Le sport compte aujourd'hui 200 000 pratiquants au Brésil, avec 687 clubs répartis dans tout le pays et environ 8 000 équipes. Le sport compte environ 5 millions de fans au Brésil. La principale compétition sportive du pays est la Ligue nationale de handball, considérée comme la ligue la plus forte des Amériques. Le handball est un jeu dynamique, physique qui demande différentes compétences, comme la feinte, le dribble, la préparation physique, la vision du jeu. Il se pratique avec 7 athlètes dont l'un désigné gardien de but. Les règles sont dictées par l'IHF, et au Brésil, le CBHb est responsable de la gestion du sport. L'Équipe du Brésil féminine de handball est, en termes de résultats, la meilleure équipe des Amériques. Lors du Championnat du monde féminin de handball 2013, elle a été sacrée championne en battant l'équipe hôte 22-20. Elles ont également terminé cinquième aux Jeux olympiques de 2016,. L'Équipe du Brésil masculine de handball a réalisé son plus grand exploit : avoir terminé à la 7e place du Championnat du monde masculin de handball 2025, s'imposant face aux puissances européennes du sport et n'étant éliminée que par le futur champion du tournoi., en plus d'avoir également terminé à la 7e place des Jeux olympiques d'été de 2016.

### Voile et Équitation

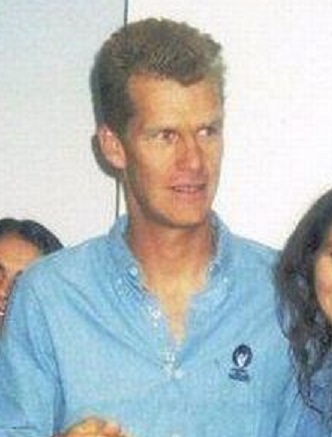
Robert Scheidt

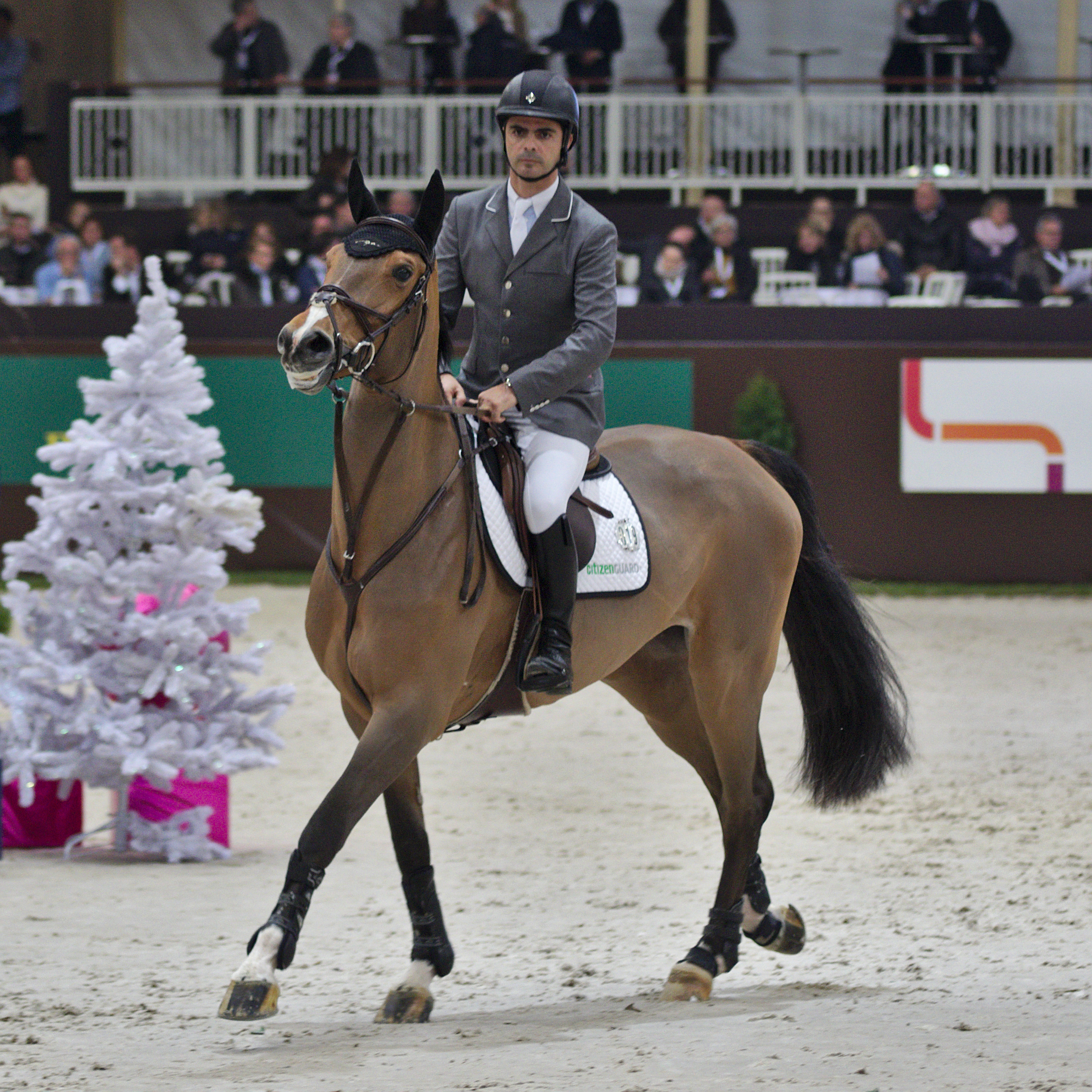
Rodrigo Pessoa

La voile et l'équitation sont des sports appréciés des spectateurs, mais inaccessibles au grand public. Le plus grand centre de ces sports en Amérique du Sud est Rio de Janeiro et sa ville voisine Niterói. Le Brésil a une grande tradition dans le yachting : plusieurs médaillés olympiques de voile se sont entraînés dans la baie de Guanabara, comme Martine Grael, Clinio Freitas, Daniel Adler, Eduardo Penido, Isabel Swan, Kiko Pelicano, Marcelo Ferreira, Marcos Soares, Nelson Falcão et Ronaldo Senfft. Le pays compte également des médaillés olympiques de São Paulo tels que Robert Scheidt, Torben Grael, Lars Grael, Kahena Kunze, Reinaldo Conrad, Alexandre Welter, Bruno Prada et Peter Ficker, ainsi que Fernanda Oliveira et Lars Björkström. En matière d'équitation, le Brésil a aussi une certaine tradition. Hipódromo da Gávea a formé des athlètes tels que Rodrigo Pessoa, le seul champion olympique des épreuves individuelles en Amérique du Sud, et son père Nelson Pessoa, ainsi que Luiz Felipe de Azevedo ; le pays compte également des médaillés olympiques de São Paulo Álvaro de Miranda Neto et du Rio Grande do Sul André Johannpeter.

### Gymnastique artistique

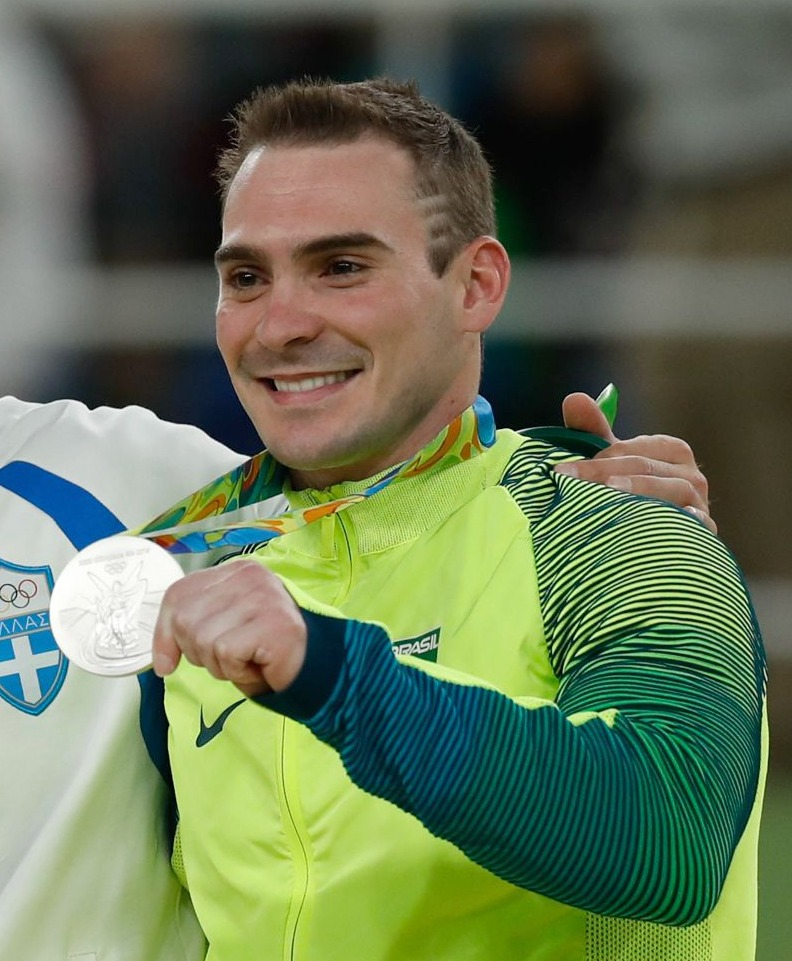
Arthur Zanetti

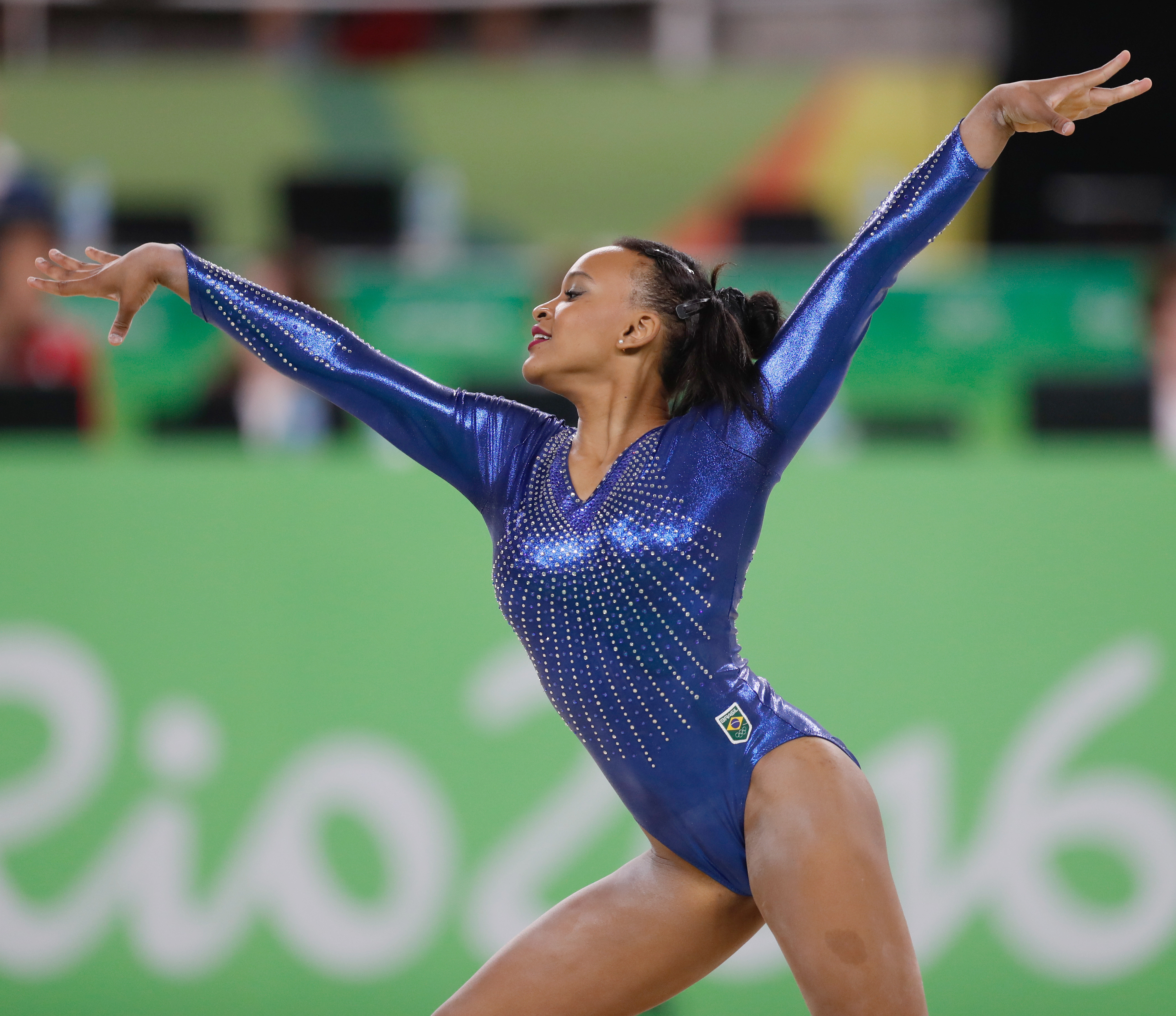
Rebeca Andrade

Le Brésil possède un grand centre d'entraînement pour les athlètes olympiques de gymnastique artistique, qui a déjà révélé des athlètes tels que Rebeca Andrade, Arthur Zanetti, Daiane dos Santos, Jade Barbosa, Flávia Saraiva, Arthur Mariano, Diego Hypólito et Daniele Hypólito.

### Gymnastique rythmique
En gymnastique rythmique, l'équipe brésilienne a décroché une médaille de bronze inédite lors de l'épreuve générale de l'étape à Athènes, en Grèce, de la Coupe du monde de gymnastique rythmique, tenue en mars 2023 (le Brésil avait déjà remporté des médailles à la Coupe du monde dans des étapes de la Coupe, mais jamais dans l'épreuve générale). Le Brésil a terminé cinquième au classement général de la Coupe du monde 2022 à Sofia. L'équipe brésilienne était toujours à la quatrième place dans l'épreuve des cinq anneaux.

### Frescoball
Le frescobol est un sport brésilien natif similaire au tennis et au cricket, joué avec une raquette en bois et une balle en caoutchouc souple sur la plage sans système de notation. Tout a commencé dans les années 1960 sur la plage d'Ipanema.

#### Karaté

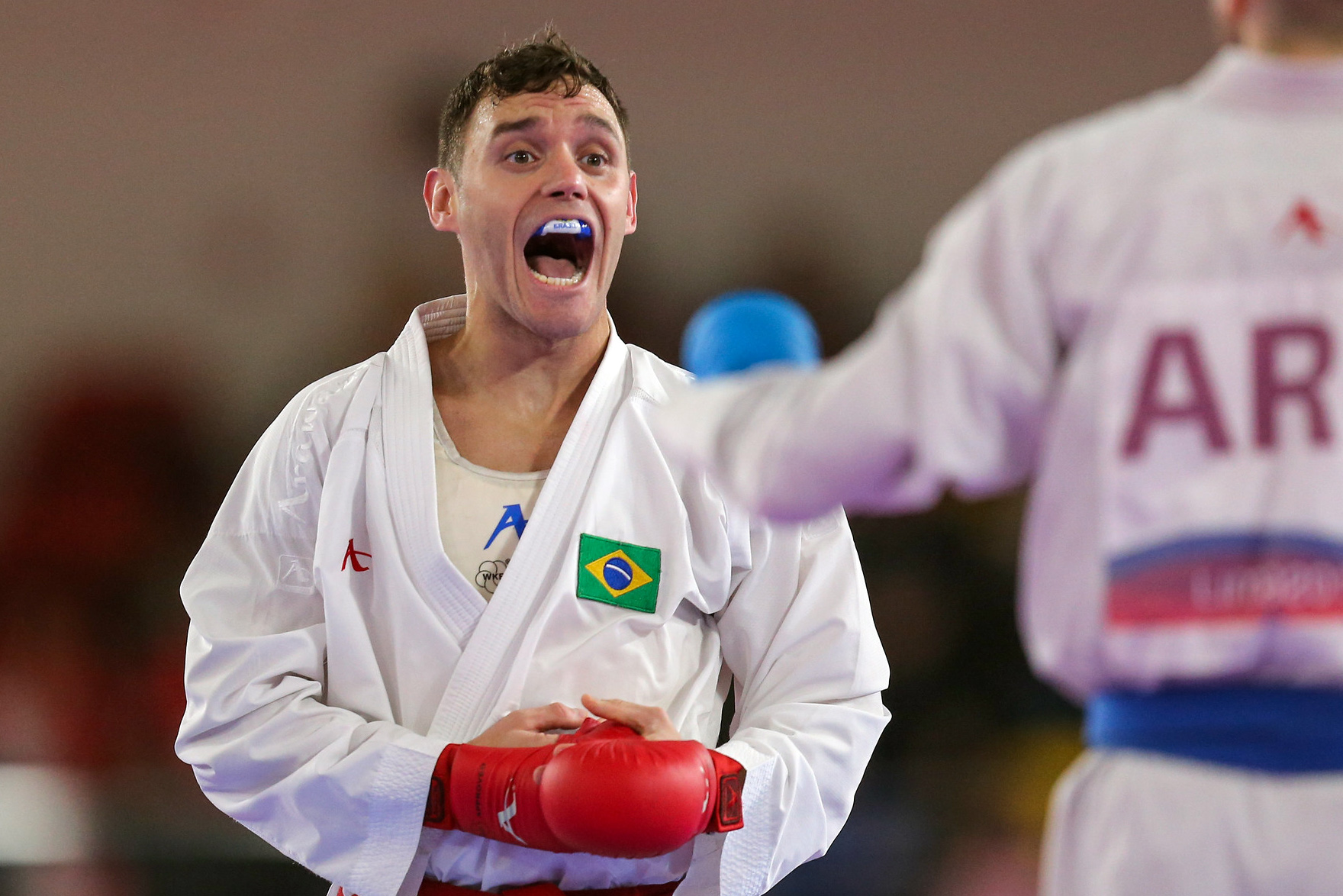
Douglas Brose.

En 2017, le Karaté comptait environ 250 000 pratiquants licenciés au Brésil, ce qui en faisait alors le quatrième pays au monde comptant le plus de pratiquants licenciés, selon le classement de la Fédération Internationale de Karaté. En 2019, on estimait qu'environ 1 million de personnes pratiquaient ce sport dans le pays. Douglas Brose est le plus grand nom de l'histoire de ce sport au Brésil, ayant été trois fois champion du monde.

### Surf

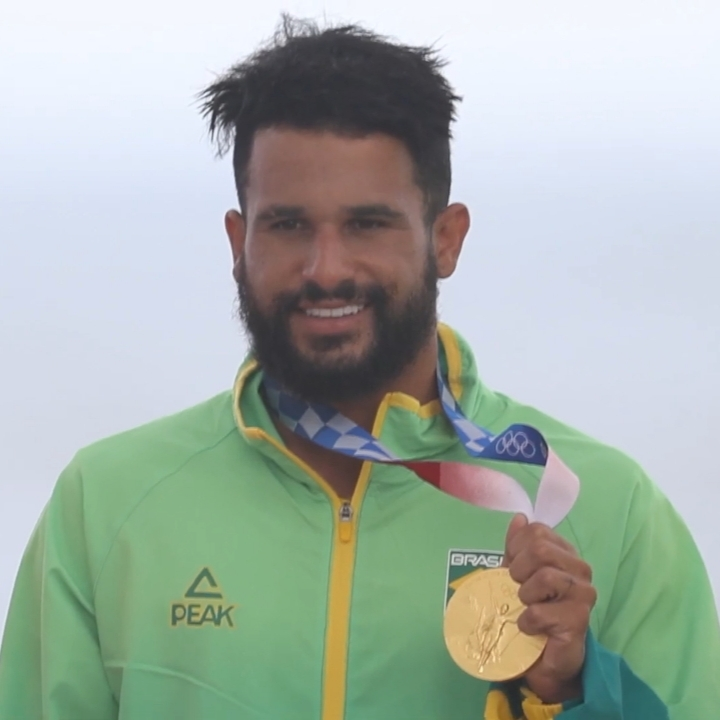
Italo Ferreira

Le surf est l'un des sports les plus populaires au Brésil, avec un certain nombre de surfeurs brésiliens professionnels en compétition dans les disciplines masculines et féminines de l'ASP World Tour. Le Brésil est connu pour produire des surfeurs de longboard handlers (comme l'ancien champion du monde Phil Razjman), de grands surfeurs handlers-riders (comme Carlos Burle et la double lauréate du prix Maya Gabeira XXL) et des bodyboarders bien connus.
Le surf brésilien a progressivement évolué pour devenir l'une des plus grandes forces du sport au monde. Fábio Gouveia a atteint le numéro 5 mondial en 1992. Dans les années 2010, la tempête brésilienne (tempête brésilienne) apparaît, plusieurs Brésiliens se rapprochant de plus en plus du titre mondial, jusqu'à ce que Gabriel Medina remporte le même en 2014 et Adriano de Souza, Mineirinho, l'emporte en 2015. En 2020, le surf devient un sport olympique et Ítalo Ferreira devient champion olympique. Filipe Toledo a également été champion du monde, en 2022 et 2023,. D'autres surfeurs exceptionnels sont : Picuruta Salazar (l'un des pionniers dans la pratique de ce sport), Yago Dora et les frères Miguel et Samuel Pupo

### Échecs

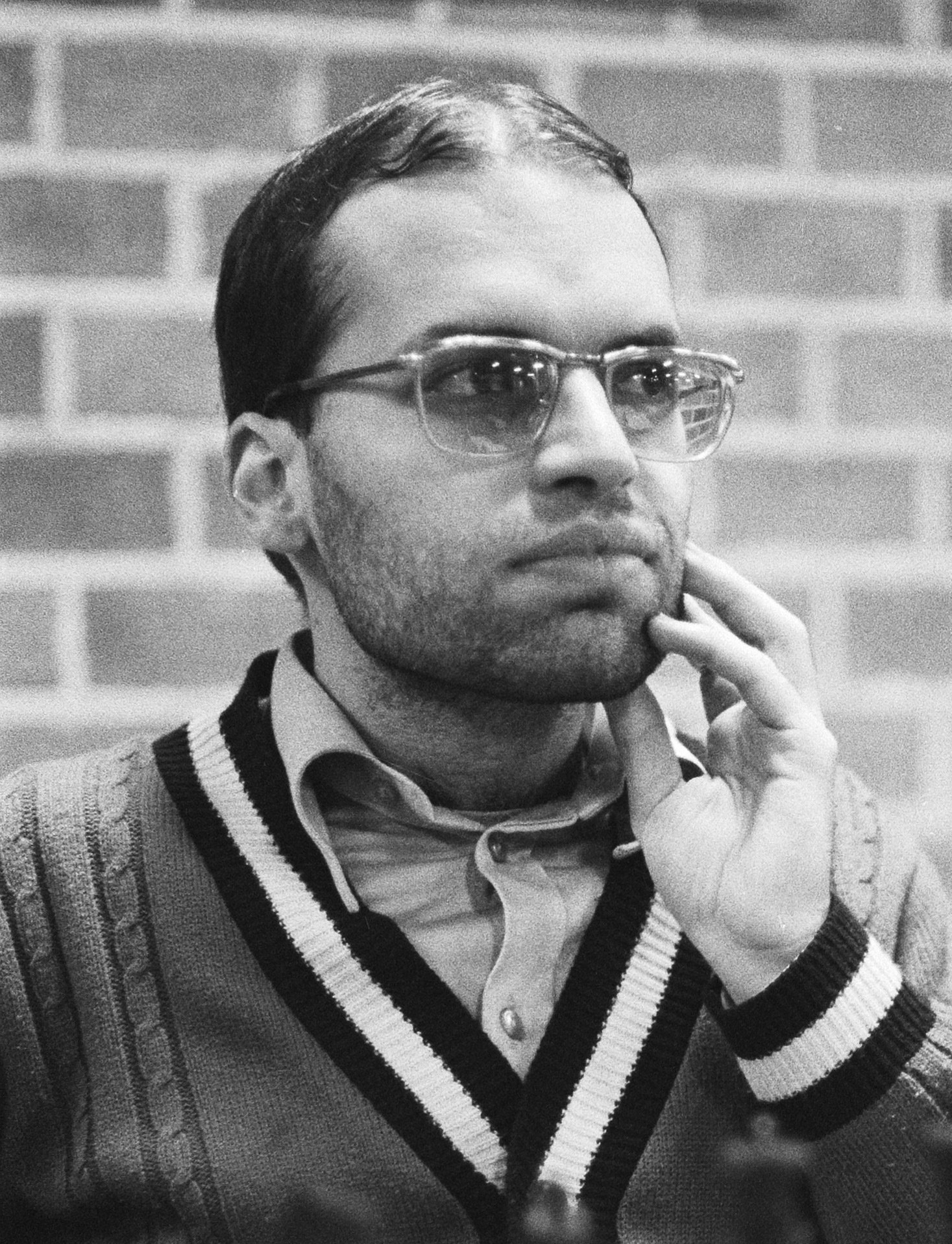
Henrique Mecking

Les échecs sont un sport avec de nombreux fans au Brésil. Henrique Mecking, connu sous le nom de Mequinho, est considéré comme le joueur d'échecs brésilien le plus important, ayant atteint son apogée en 1977, lorsqu'il était considéré comme le troisième meilleur joueur du monde, dépassé seulement par Anatoly Karpov et Viktor Korchnoi. Plus récemment, dans un jeu éclair en ligne joué en mai 2020, Luis Paulo Supi a battu le champion du monde en titre Magnus Carlsen en 18 coups après avoir sacrifié sa propre reine. Le match a reçu une attention mondiale lorsque Carlsen l'a diffusé en direct et est resté sans voix après sa défaite. En avril 2021, Chess.com a décerné à ce jeu la première place du Chess.com Immortal Game Contest,,.

### Tir à l'arc

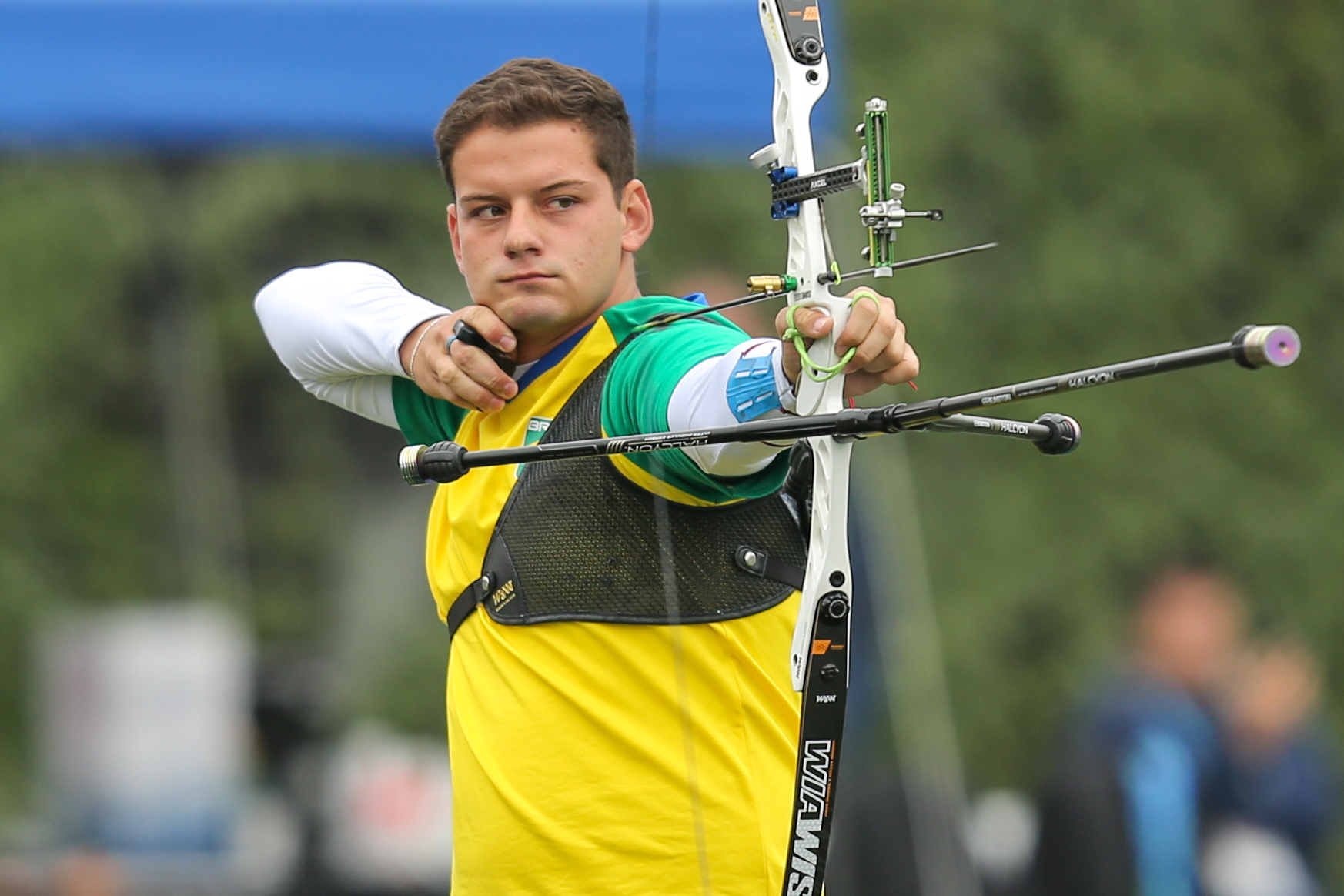
Marcus Vinicius D'Almeida.

Marcus Vinicius D'Almeida, dans la catégorie arc classique, est le plus grand athlète masculin de tir à l'arc de l'histoire de l'Amérique du Sud, ayant été numéro 1 mondial en 2023 et vice-champion mondial en 2021,.

### Canoë-kayak

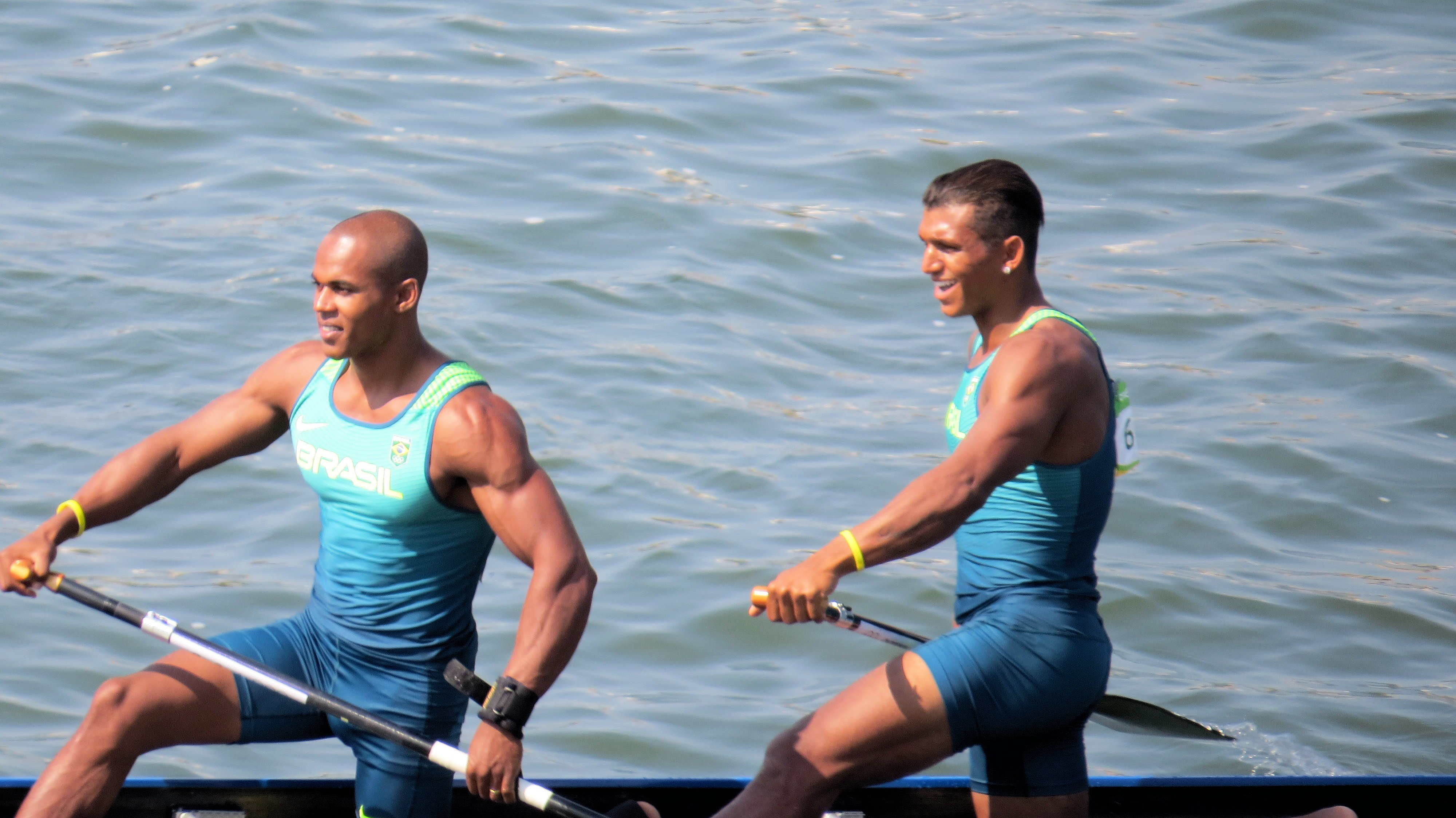
Erlon Silva (avant) et Isaquias Queiroz (arrière).

En Course en ligne, le Brésilien Isaquias Queiroz est le meilleur canoéiste de l'histoire de l'Amérique du Sud, étant le seul champion olympique dans cette modalité sur le continent et ajoutant un total de quatre médailles olympiques jusqu'aux Jeux olympiques de Tokyo 2020. Erlon Silva a également remporté la médaille d'argent olympique pour le Brésil en canoë,.
En Slalom, les meilleurs Brésiliens de l'histoire à ce jour sont Ana Sátila et Pepe Gonçalves, qui ont atteint la finale olympique et remporté des médailles aux Championnats du Monde,.

### Escrime

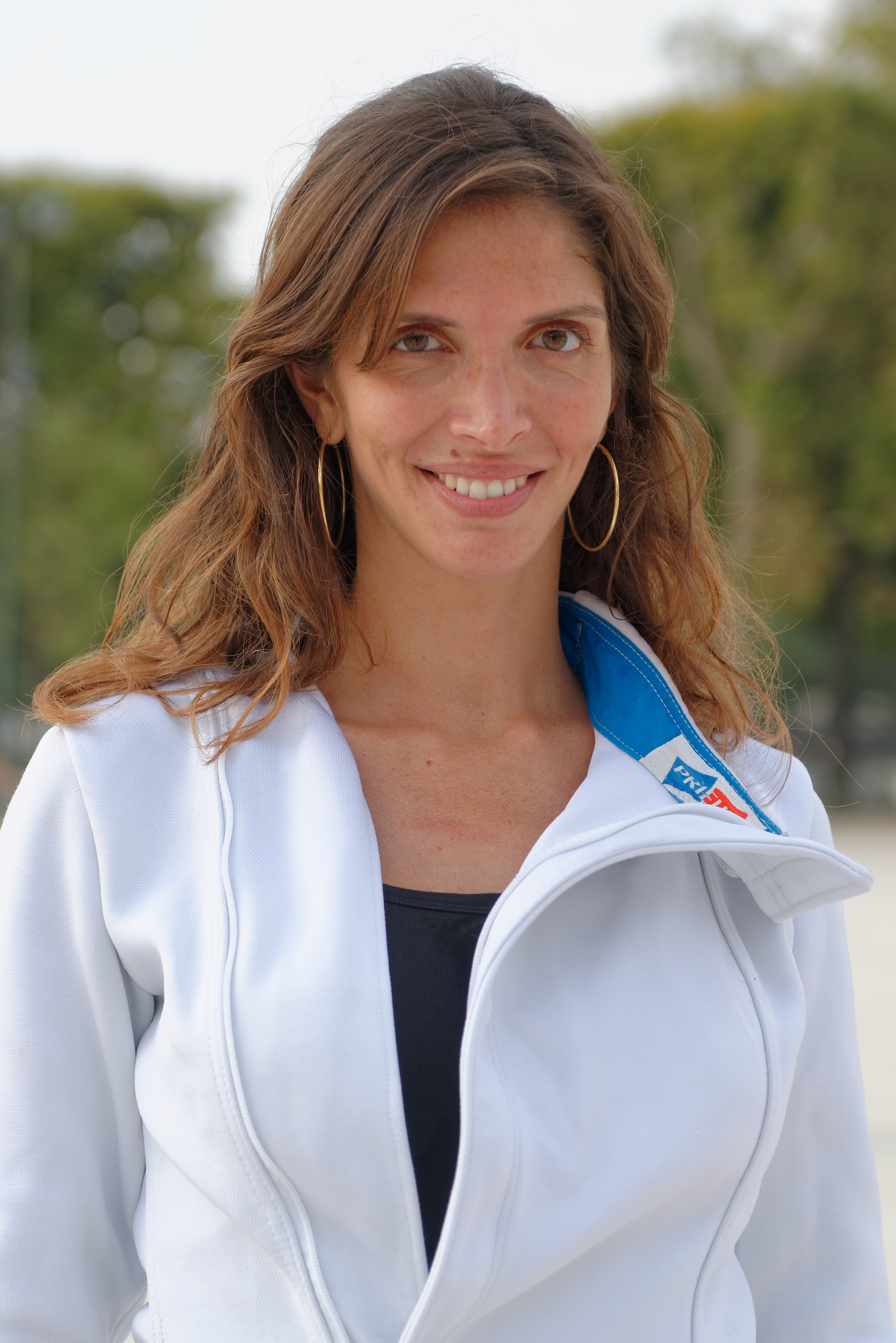
Nathalie Moellhausen

Bien que le Brésil ait peu de tradition en escrime, le pays a produit des athlètes renommés. Nathalie Moellhausen a été championne du monde en 2019 et a atteint les quarts de finale des Jeux Olympiques de 2016 en Épée féminine. Guilherme Toldo a atteint les quarts de finale des Jeux Olympiques d'été de 2016 en Fleuret masculin.

### Plongeon

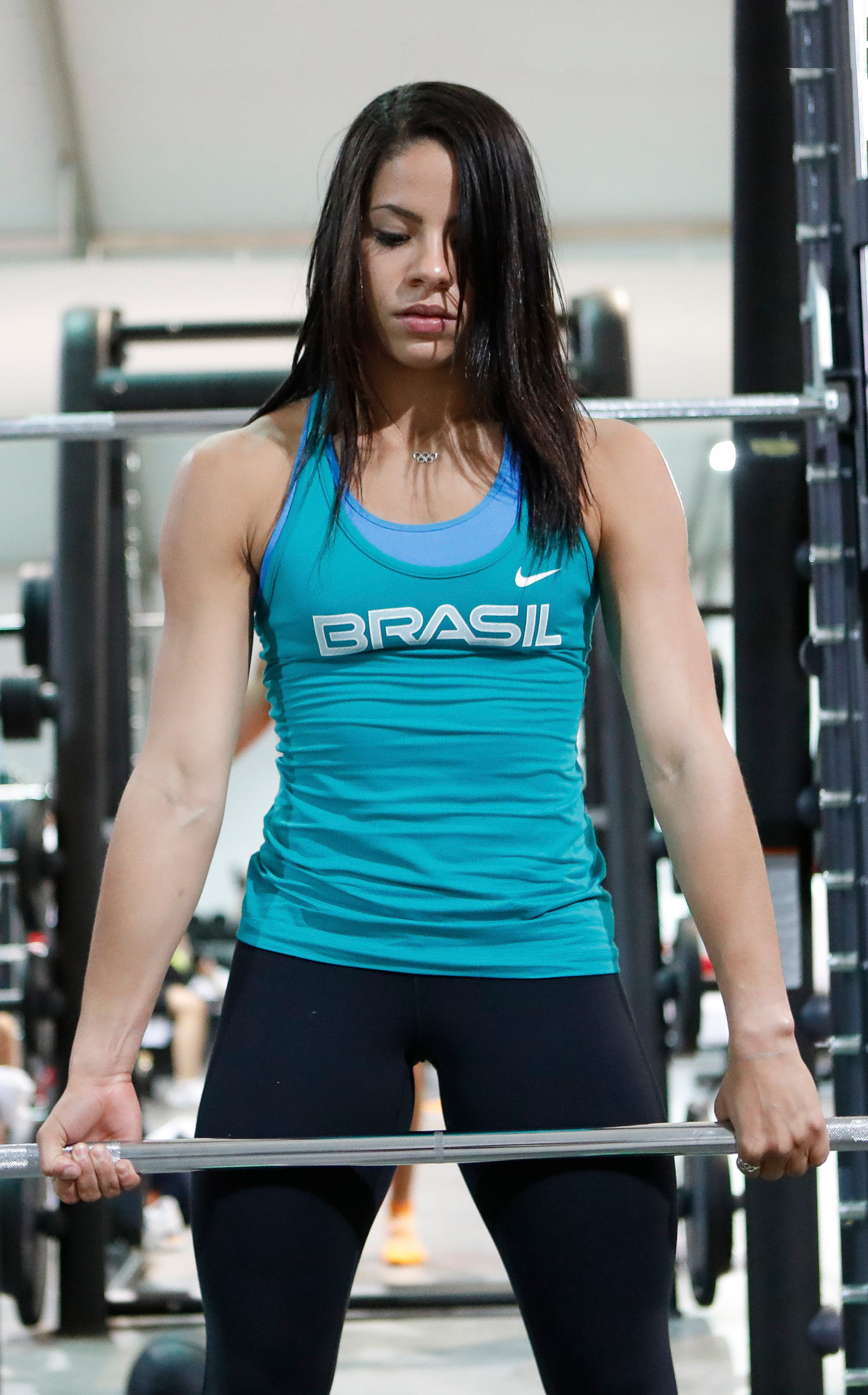
Ingrid de Oliveira.

Le Brésil n'a pas non plus une longue tradition en plongeon, mais le travail mené depuis des décennies a permis l'émergence de certains sportifs de haut niveau. Les plus pertinentes à ce jour sont Ingrid de Oliveira, qui a terminé 4e des Championnats du monde de natation 2022, César Castro, 5e place au tremplin 3 mètres au Championnats du monde de natation 2009, et Juliana Veloso, 10e place sur plateforme aux 2001.

### Pentathlon moderne
Yane Marques est la seule personne née en Amérique du Sud à avoir remporté une médaille olympique en pentathlon moderne (jusqu'aux Jeux Olympiques de Tokyo 2020), ayant également été la première personne en Amérique latine à le faire.

### Haltérophilie
L'haltérophilie est un sport qui a commencé à se développer plus récemment au Brésil. À ce jour, les plus grands noms du sport dans le pays ont été Fernando Reis, qui a obtenu une médaille de bronze au Championnats du monde d'haltérophilie 2018, et Laura Amaro, qui a remporté l'argent dans la subdivision de l'épreuve appelée Arraché, à le Championnats du monde d'haltérophilie 2021,,.

## Autres sports
L'équipe nationale de polo du Brésil est, après l'équipe argentine de polo, l'équipe ayant remporté le plus de titres mondiaux, remportant le Championnat du monde de polo en 1995, en 2001 et en 2004.
L'Équipe du Brésil de baseball a participé à la Classique mondiale de baseball 2013. Paulo Orlando et Yan Gomes sont les seuls Brésiliens à avoir remporté les World Series. Le Brésil participera à nouveau en 2026. Le premier grand exploit du baseball brésilien a eu lieu en 2023 : en participant aux Jeux panaméricains de 2023, l'équipe nationale brésilienne a surpris tout le monde en battant des pays figurant parmi les 10 meilleurs au monde et ayant une longue tradition dans ce sport, comme Cuba et le Venezuela, en plus de la Colombie, pour finalement remporter la médaille d'argent.

## Le sport dans les médias
Les médias brésiliens couvrent partiellement les compétitions sportives au Brésil, se concentrant principalement sur le football. Les chaînes de télévision ouvertes couvrent souvent le football, en consacrant peu de place à d'autres sports qui apparaissent dans la programmation seulement dans les moments où les sportifs brésiliens réalisent des exploits remarquables ou dans la période de réalisation de grands événements sportifs comme les Jeux panaméricains et olympiques. En plus du championnat national de football, le championnat de volley-ball (masculin et féminin) et le championnat de basket-ball masculin sont diffusés sur la télévision ouverte.
Avec la popularisation des chaînes fermées sportives et les streamings, les autres sports ont gagné du terrain dans les médias brésiliens.

## Compétitions organisées par le Brésil

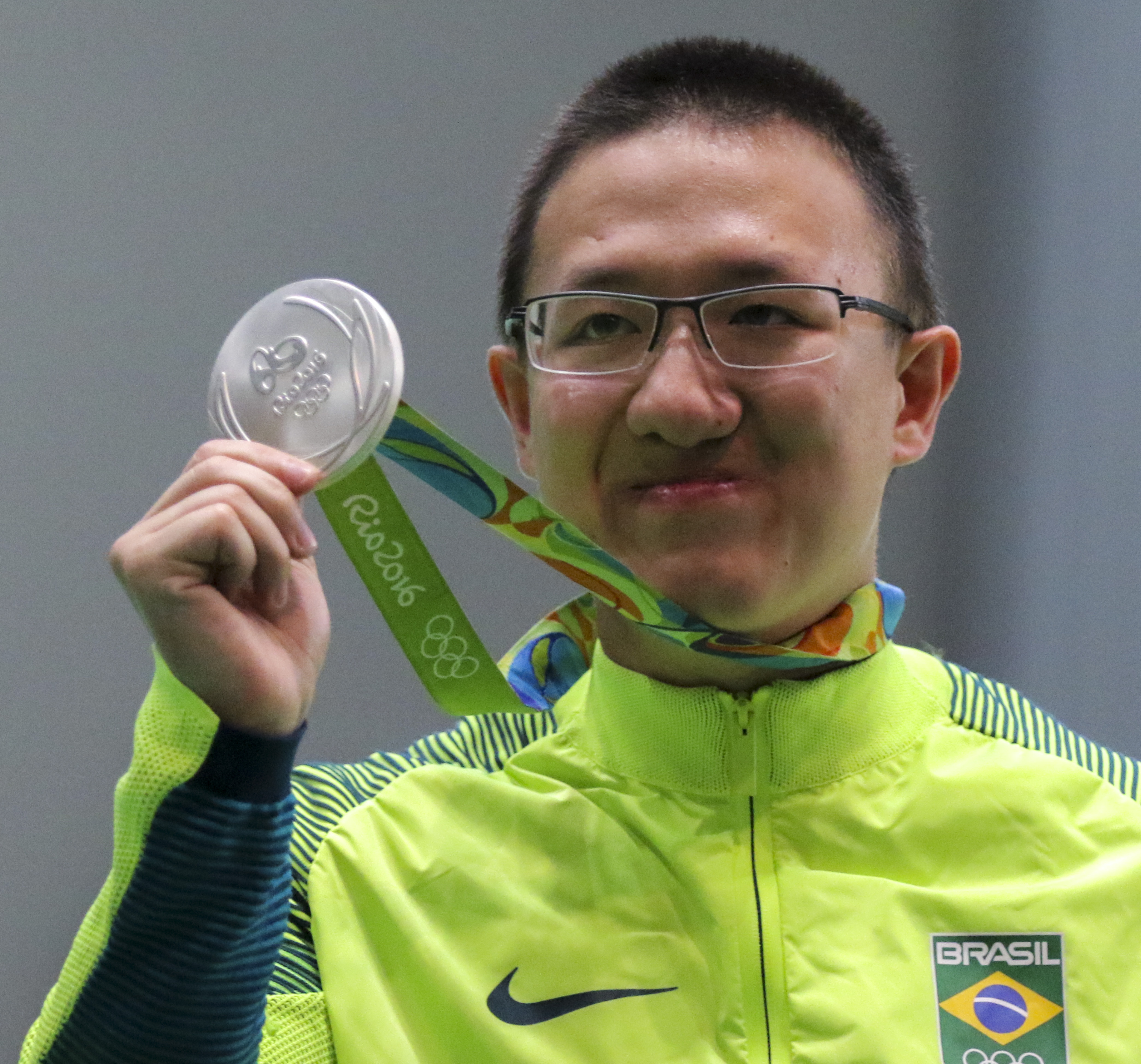
Felipe Wu

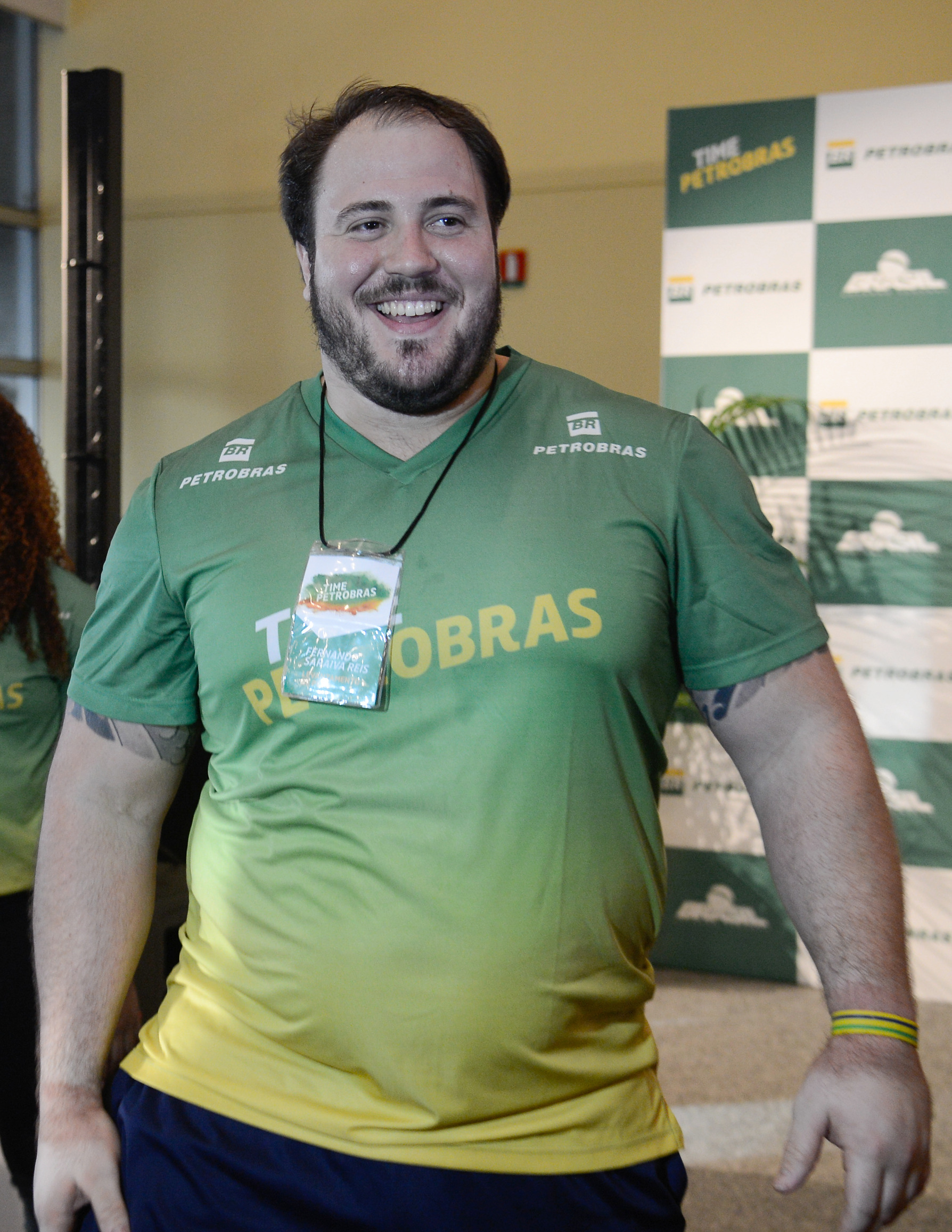
Fernando Reis

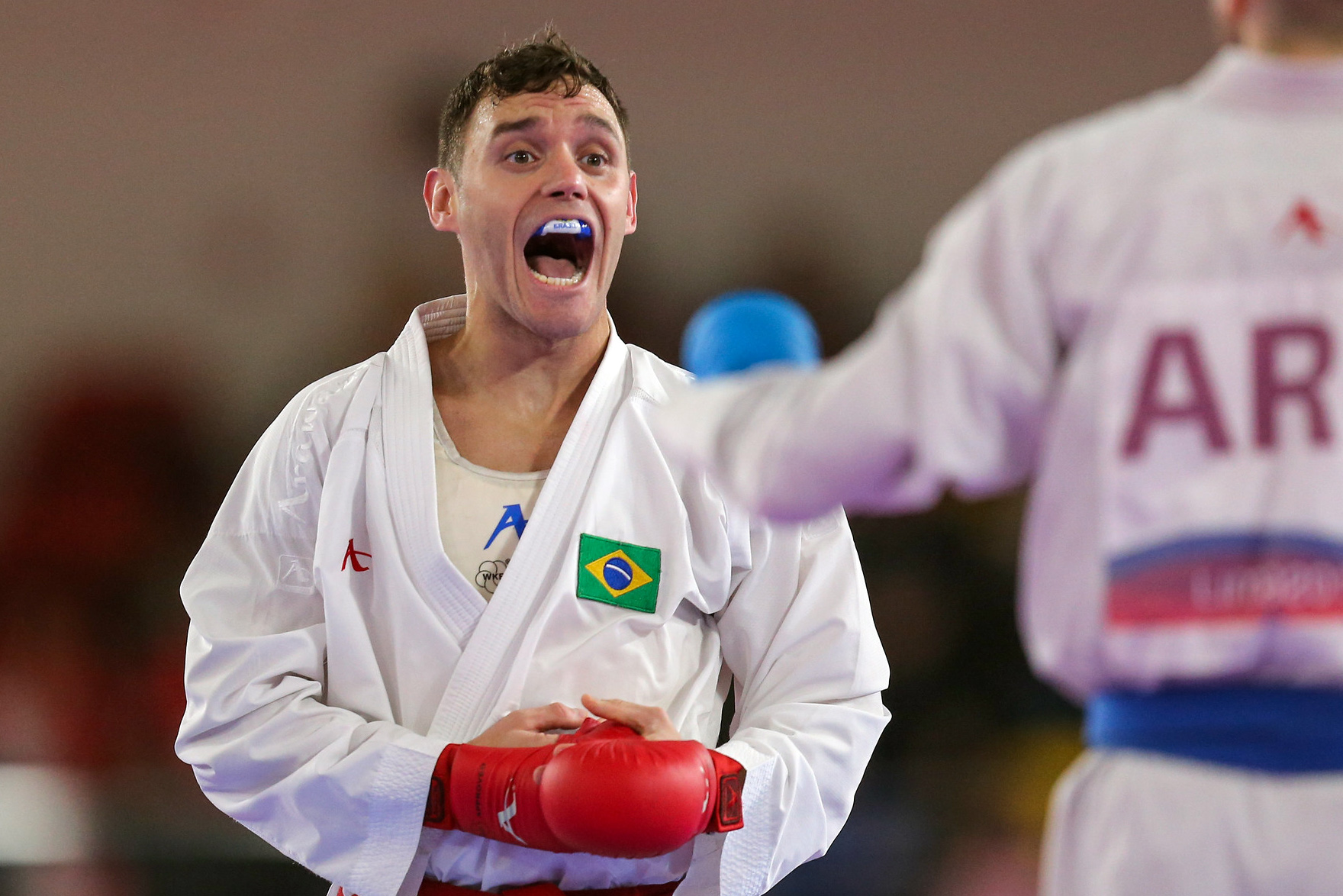
Douglas Brose

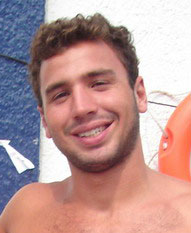
Felipe Perrone

Certaines des compétitions sportives les plus importantes organisées par le pays étaient,,,:
- Jeux olympiques d'été de 2016
- Coupe du monde de football 1950
- Coupe du monde de football 2014
- Jeux panaméricains de 1963
- Jeux panaméricains de 2007
- Jeux sud-américains de 2002
- Championnats du monde de natation en petit bassin 1995
- Championnat du monde de basket-ball masculin de 1954
- Championnat du monde de basket-ball masculin de 1963
- Championnat du monde de basket-ball féminin 1957
- Championnat du monde de basket-ball féminin 1971
- Championnat du monde de basket-ball féminin 1983
- Championnat du monde de basket-ball féminin 2006
- Championnat du monde masculin de volley-ball 1960
- Championnat du monde masculin de volley-ball 1990
- Championnat du monde de volley-ball féminin 1994
- Championnat du monde de judo masculin 1965
- Championnat du monde de judo 2007
- Championnat du monde de judo 2013
- Championnat du monde de handball féminin 2011
- Championnat du monde d'escrime 2016
- Championnat du monde de volleyball de plage 2003
- Championnat du monde de karaté 1998
- Coupe du monde de futsal 2008
- Coupe du monde de football de plage 2005
- Coupe du monde de football de plage de la FIFA 2006
- Coupe du monde de football de plage de la FIFA 2007
- Championnats du monde de slalom en canoë de la FIC 1997
- Championnats du monde de slalom en canoë de la FIC 2007
- Championnats du monde de slalom en canoë de la FIC 2018
- Championnat du monde de skateboard 2019
- Championnat du monde Star 1960 ( voile )
- Championnat du monde Star 1980 ( voile )
- 1996 Championnat du Monde Star ( Voile )
- Championnat du monde de laser 1977 ( voile )
- Championnat du monde de laser 2005 ( voile )
- Championnats du monde de laser radial 2005 ( voile )
- 1998 Championnat du monde Tornado ( Voile )
- 1980 Championnat du monde 470 ( voile )
- 1996 Championnat du monde 470 ( voile )
- Championnat du monde RS:X 2013 ( voile )
- 1986 Championnat du monde Flying Dutchman ( Voile )
- 1988 Finn Gold Cup ( Voile )
- 2004 Finn Gold Cup ( Voile )
- 1978 Championnat du monde Soling ( Voile )
- Championnats du monde de Soling 2004 ( Voile )
- 1983 Championnat du Monde Optimiste ( Voile )
- Championnat du monde Optimist 2009 ( voile )
- 1991 Championnats du Monde d'Europe ( Voile )
- Championnats du monde d'Europe 2000 ( voile )
- Coupe des Confédérations de la FIFA 2013
- Championnat sud-américain de football de 1919 ( Copa América )
- 1922 Championnat sud-américain de football (Copa America)
- 1949 Championnat sud-américain de football (Copa America)
- Coupe América 1989
- Coupe América 2019
- Coupe América 2021

Compétitions annuelles :
- Grand Prix du Brésil
- Open de Rio (tennis)
- Course internationale de São Silvestre
- Marathon international de São Paulo
- Grand Prix du Brésil (Équitation)
- WTT Contender Rio de Janeiro (Tennis de table)

Événements interrompus :
- Grand Prix moto du Brésil
- Champ Car, s'est produite entre 1996 et 1999
- Événements WCT / WQS (surf), organisés de 1985 à 2001